# Saint-Laurent (Haute-Garonne)
Pour les articles homonymes, voir Saint-Laurent.
Saint-Laurent-sur-Save redirige ici.
Saint-Laurent est une commune française située dans l'ouest du département de la Haute-Garonne, en région Occitanie.
Sur le plan historique et culturel, la commune est dans le pays de Comminges, correspondant à l’ancien comté de Comminges, circonscription de la province de Gascogne située sur les départements actuels du Gers, de la Haute-Garonne, des Hautes-Pyrénées et de l'Ariège. Exposée à un climat océanique altéré, elle est drainée par la Save, le ruisseau de la Houytère et par divers autres petits cours d'eau. La commune possède un patrimoine naturel remarquable composé d'une zone naturelle d'intérêt écologique, faunistique et floristique.
Saint-Laurent est une commune rurale qui compte 177 habitants en 2022, après avoir connu un pic de population de 657 habitants en 1846. Elle fait partie de l'aire d'attraction de Toulouse. Ses habitants sont appelés les Saint-Laurentais ou  Saint-Laurentaises.
Le patrimoine architectural de la commune comprend un immeuble protégé au titre des monuments historiques : l'église Saint-Laurent, inscrite en 2001.

## Géographie

### Localisation
La commune de Saint-Laurent se trouve dans le département de la Haute-Garonne, en région Occitanie.
Elle se situe à 60 km à vol d'oiseau de Toulouse, préfecture du département, à 25 km de Saint-Gaudens, sous-préfecture, et à 27 km de Cazères, bureau centralisateur du canton de Cazères dont dépend la commune depuis 2015 pour les élections départementales.
La commune fait en outre partie du bassin de vie de L'Isle-en-Dodon.

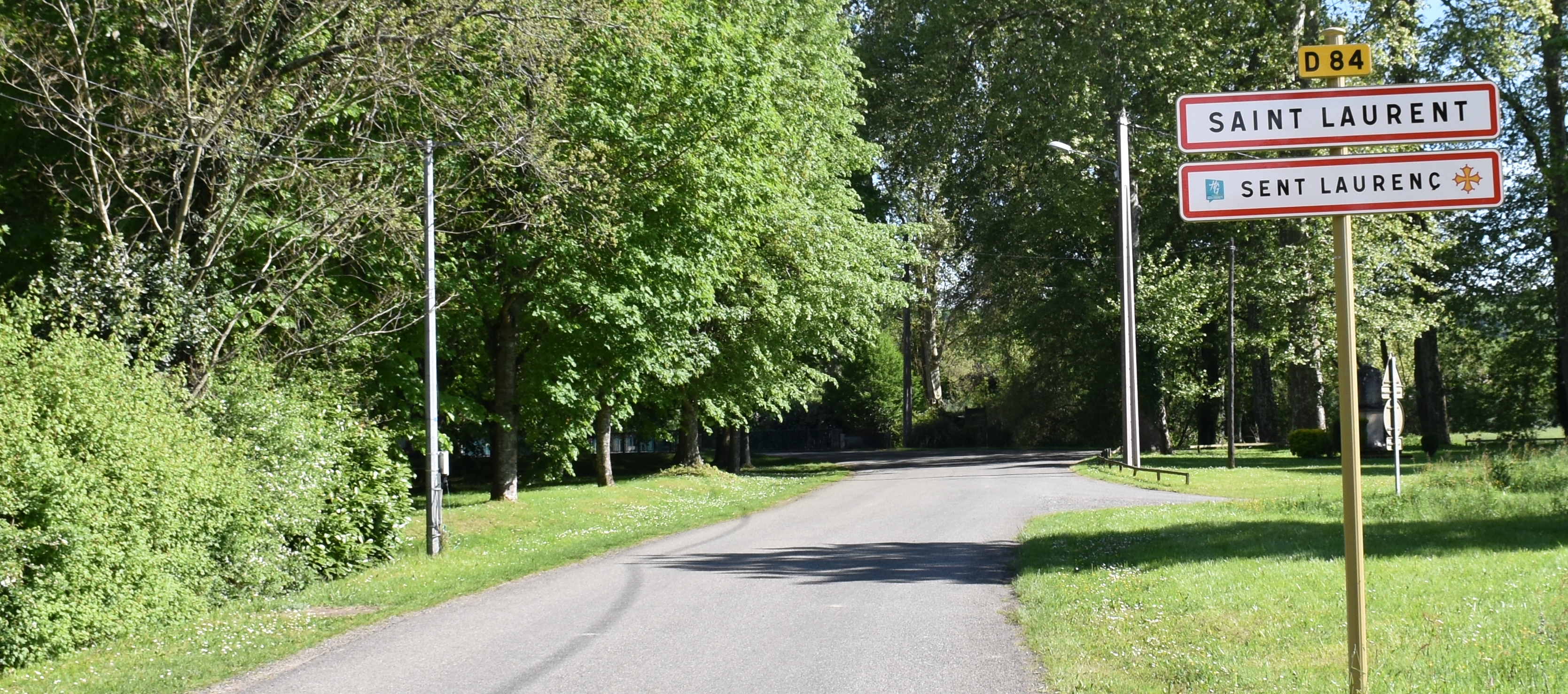
Une entrée de la commune.

Les communes les plus proches sont : 
Montesquieu-Guittaut (2,4 km), Salerm (3,0 km), Montbernard (3,5 km), Anan (3,5 km), Saint-Frajou (4,2 km), Lilhac (4,6 km), Saint-Ferréol-de-Comminges (5,0 km), Puymaurin (5,9 km).
Sur le plan historique et culturel, Saint-Laurent fait partie des collines gasconnes du Savès, délimitées au sud et à l'est par les reliefs plus marqués des collines du Comminges, annonciatrices de la chaîne des Pyrénées, qui se dévoile pleinement depuis les coteaux ou les vallées. Ce territoire s'organise autour de la large vallée de la Save, dont la confluence avec les autres vallées majeures que sont la Gesse et l’Aussoue, s'opère au nord,.
Les communes limitrophes sont  Anan, Montbernard, Montesquieu-Guittaut, Saint-Frajou et Salherm.
|                      | Anan          |              |
| Montesquieu-Guittaut | Saint-Laurent | Saint-Frajou |
|                      | Montbernard   | Salerm       |

### Géologie et relief
La superficie de la commune est de 839 hectares ; son altitude varie de 211  à   341 mètres.
La commune de Saint-Laurent se situe dans la vallée de la Save, dans un paysage typique des Coteaux de Gascogne, composé de vallées dissymétriques et de coteaux en lanières. Avec les vallées de la Gesse et de la Gimone, la Save fait partie de ce que l'on nomme le Chevelu Gascon. Ces coteaux présentent d'une part, un versant relativement abrupt et boisé, servant le plus souvent à l'élevage bovin et, d'autre part, un versant assez plat sur lequel les exploitants agricoles pratiquent des cultures céréalières irriguées (maïs…).

### Hydrographie

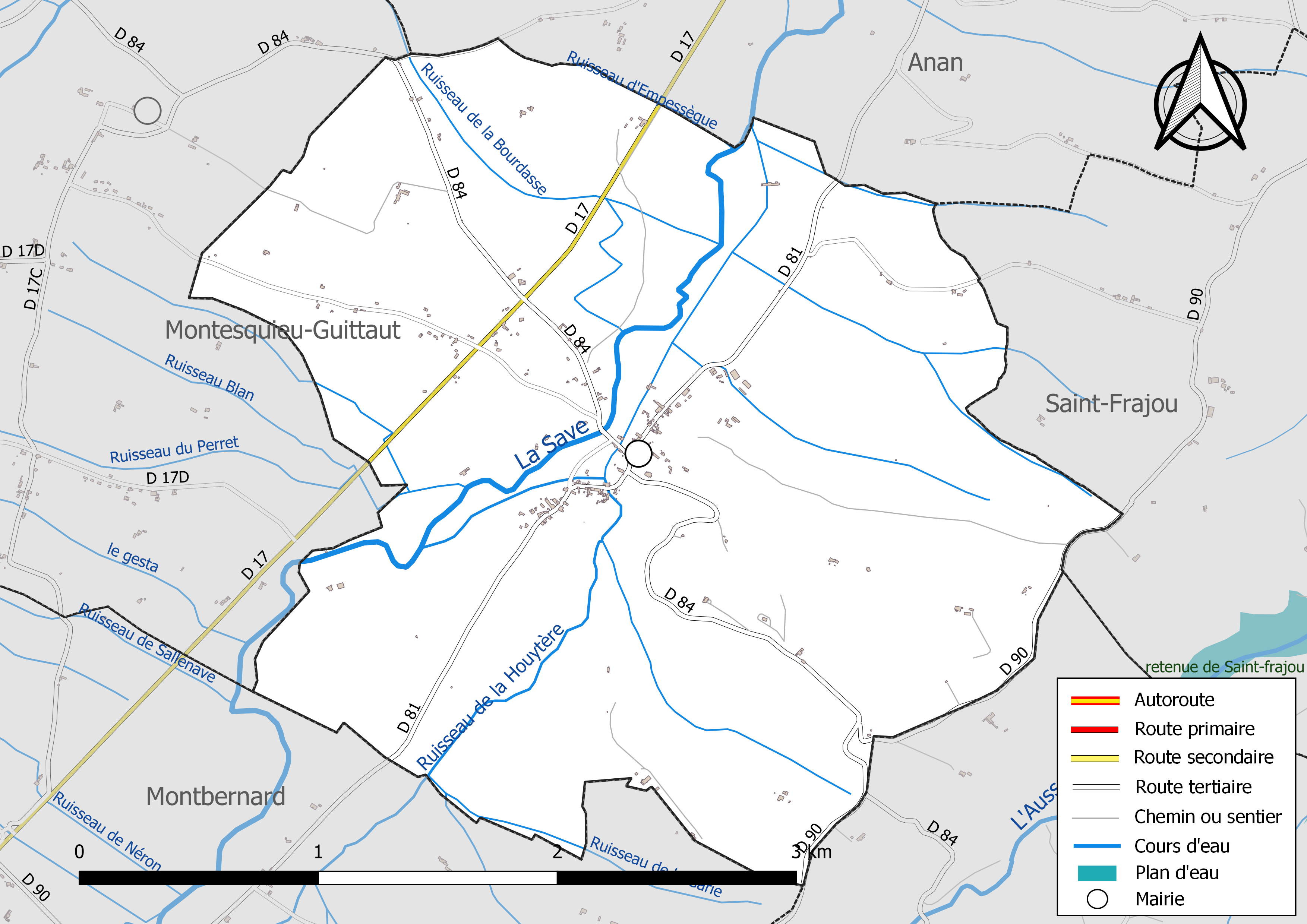
Réseaux hydrographique et routier de Saint-Laurent.

La commune est dans le bassin de la Garonne, au sein du bassin hydrographique Adour-Garonne. Elle est drainée par la Save, le ruisseau de la Houytère, le ruisseau Blan, le ruisseau de la Bourdasse, le ruisseau de la Garie, le ruisseau d'Empessègue, le ruisseau du Perret et par divers petits cours d'eau, constituant un réseau hydrographique de 17 km de longueur totale,.
La Save, d'une longueur totale de 143 km, prend sa source dans la commune de Lannemezan (65) et s'écoule du sud-ouest vers le nord-est. Elle traverse la commune et se jette dans la Garonne à Grenade, après avoir traversé 46 communes.
Les ruisseaux de la Houytère et du Mahourat, ainsi que le canal des 3 moulins parcourent le village. Lors des forts épisodes pluvieux, ces ruisseaux sont souvent la source d'inondations au centre du village (crue majeure du 8 juillet 1977).

### Climat
Pour des articles plus généraux, voir Climat de l'Occitanie et Climat de la Haute-Garonne.
En 2010, le climat de la commune est de type climat océanique altéré, selon une étude s'appuyant sur une série de données couvrant la période 1971-2000. En 2020, Météo-France publie une typologie des climats de la France métropolitaine dans laquelle la commune est toujours exposée à un climat océanique altéré et est dans la région climatique Aquitaine, Gascogne, caractérisée par une pluviométrie abondante au printemps, modérée en automne, un faible ensoleillement au printemps, un été chaud (19,5 °C), des vents faibles, des brouillards fréquents en automne et en hiver et des orages fréquents en été (15 à 20 jours).
Pour la période 1971-2000, la température annuelle moyenne est de 13,2 °C, avec une amplitude thermique annuelle de 15 °C. Le cumul annuel moyen de précipitations est de 820 mm, avec 9,6 jours de précipitations en janvier et 6,2 jours en juillet. Pour la période 1991-2020, la température moyenne annuelle observée sur la station météorologique la plus proche, située sur la commune de Palaminy à 26 km à vol d'oiseau, est de 13,2 °C et le cumul annuel moyen de précipitations est de 715,2 mm,. Pour l'avenir, les paramètres climatiques de la commune estimés pour 2050 selon différents scénarios d'émission de gaz à effet de serre sont consultables sur un site dédié publié par Météo-France en novembre 2022.

### Milieux naturels et biodiversité

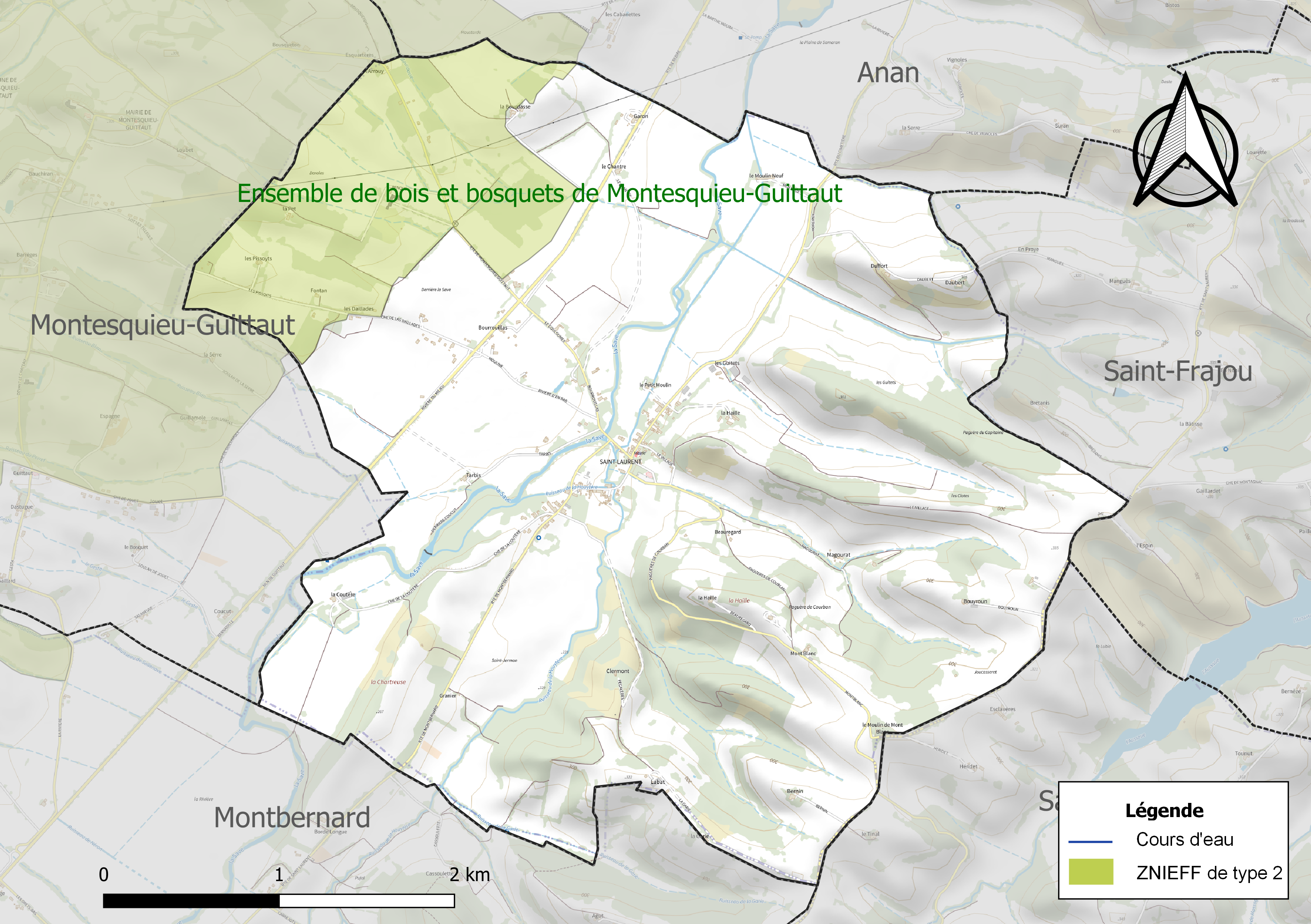
Carte de la ZNIEFF de type 2 localisée sur la commune.

L’inventaire des zones naturelles d'intérêt écologique, faunistique et floristique (ZNIEFF) a pour objectif de réaliser une couverture des zones les plus intéressantes sur le plan écologique, essentiellement dans la perspective d’améliorer la connaissance du patrimoine naturel national et de fournir aux différents décideurs un outil d’aide à la prise en compte de l’environnement dans l’aménagement du territoire.
Une ZNIEFF de type 2 est recensée sur la commune :
l'« ensemble de bois et bosquets de Montesquieu-Guittaut » (1 596 ha), couvrant 7 communes du département.

## Urbanisme

### Typologie
Au 1er janvier 2024, Saint-Laurent est catégorisée commune rurale à habitat dispersé, selon la nouvelle grille communale de densité à sept niveaux définie par l'Insee en 2022.
Elle est située hors unité urbaine. Par ailleurs la commune fait partie de l'aire d'attraction de Toulouse, dont elle est une commune de la couronne,. Cette aire, qui regroupe 527 communes, est catégorisée dans les aires de 700 000 habitants ou plus (hors Paris),.

### Occupation des sols
L'occupation des sols de la commune, telle qu'elle ressort de la base de données européenne d’occupation biophysique des sols Corine Land Cover (CLC), est marquée par l'importance des territoires agricoles (92,7 % en 2018), une proportion identique à celle de 1990 (92,7 %). La répartition détaillée en 2018 est la suivante : 
terres arables (42,3 %), zones agricoles hétérogènes (35,8 %), prairies (14,5 %), forêts (7,3 %). L'évolution de l’occupation des sols de la commune et de ses infrastructures peut être observée sur les différentes représentations cartographiques du territoire : la carte de Cassini (XVIIIe siècle), la carte d'état-major (1820-1866) et les cartes ou photos aériennes de l'IGN pour la période actuelle (1950 à aujourd'hui).

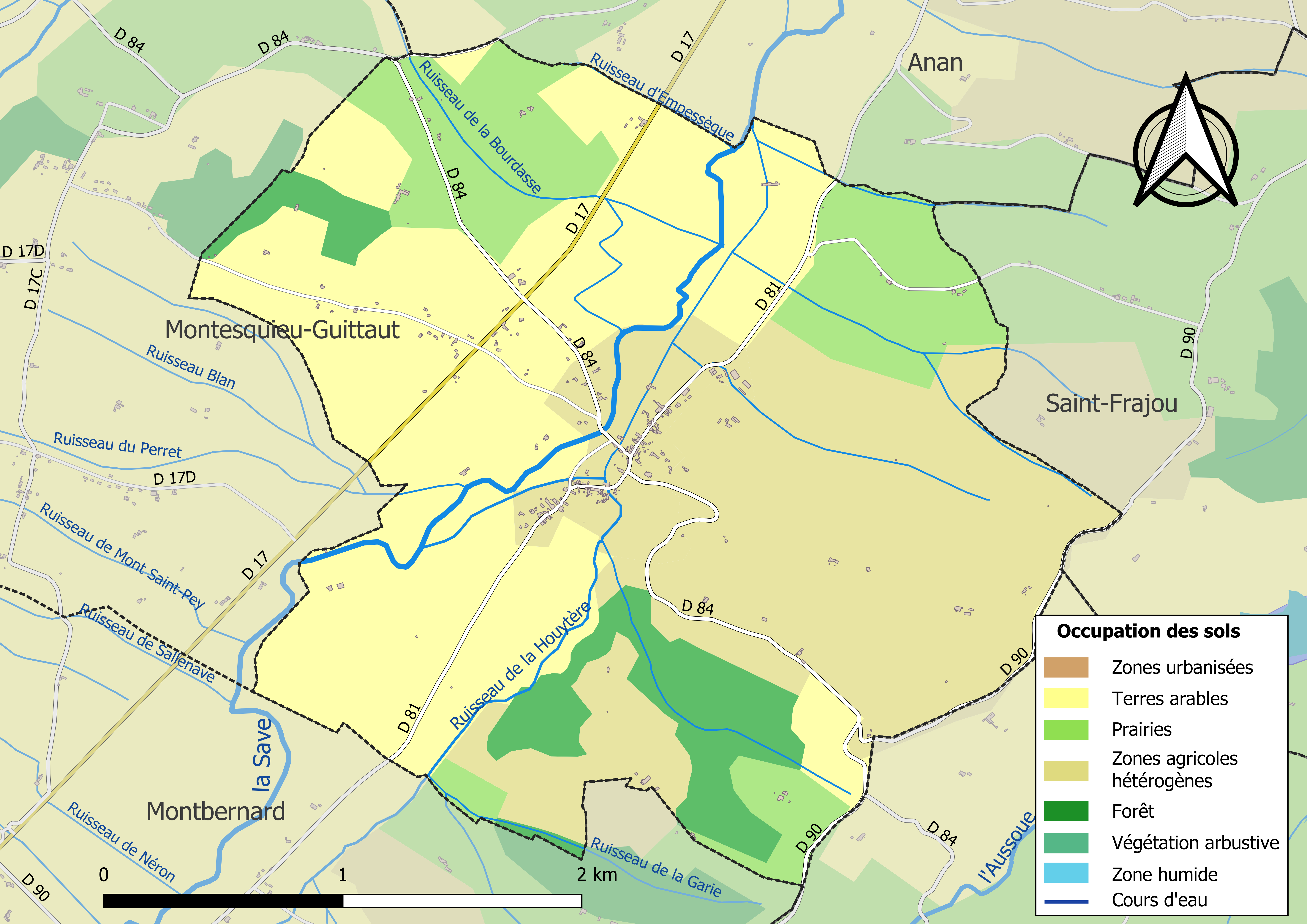
Carte des infrastructures et de l'occupation des sols de la commune en 2018 (CLC).

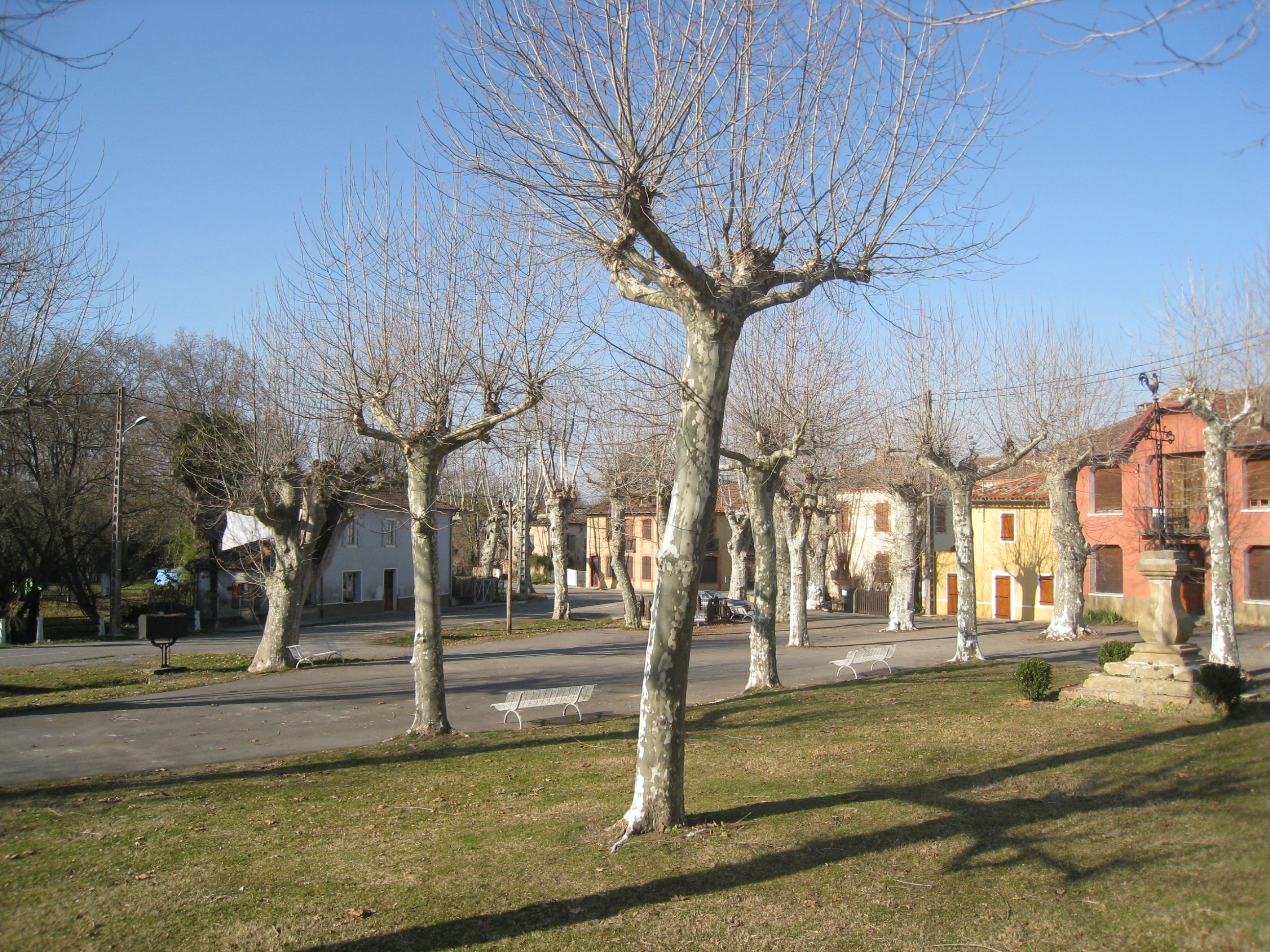
La place du village.

### Risques majeurs
Le territoire de la commune de Saint-Laurent est vulnérable à différents aléas naturels : météorologiques (tempête, orage, neige, grand froid, canicule ou sécheresse), inondations et séisme (sismicité faible). Un site publié par le BRGM permet d'évaluer simplement et rapidement les risques d'un bien localisé soit par son adresse soit par le numéro de sa parcelle.
Certaines parties du territoire communal sont susceptibles d’être affectées par le risque d’inondation par débordement de cours d'eau, notamment la Save. La commune a été reconnue en état de catastrophe naturelle au titre des dommages causés par les inondations et coulées de boue survenues en 1982, 1998, 1999, 2008 et 2009,.

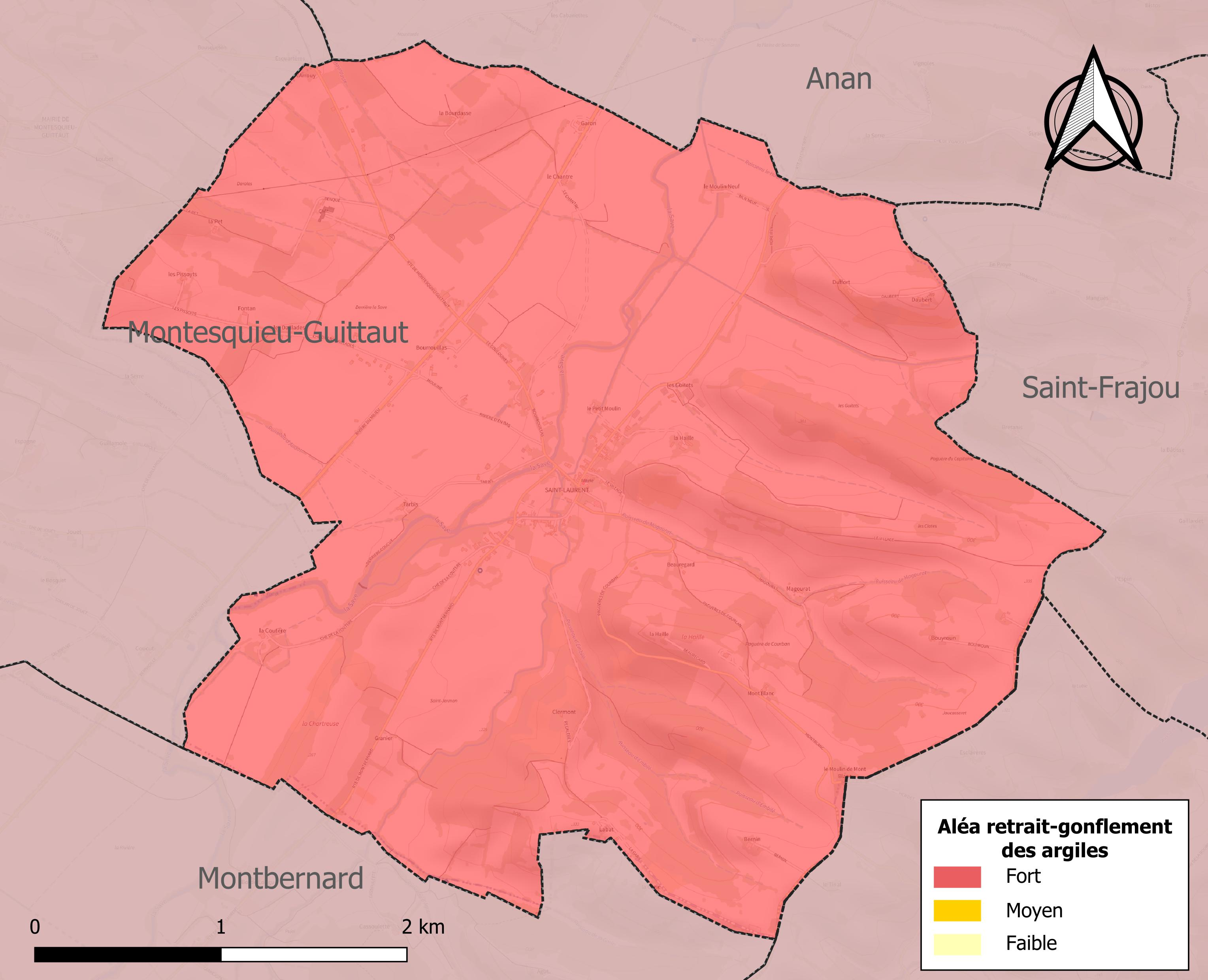
Carte des zones d'aléa retrait-gonflement des sols argileux de Saint-Laurent.

Le retrait-gonflement des sols argileux est susceptible d'engendrer des dommages importants aux bâtiments en cas d’alternance de périodes de sécheresse et de pluie. La totalité de la commune est en aléa moyen ou fort (88,8 % au niveau départemental et 48,5 % au niveau national). Sur les 132 bâtiments dénombrés sur la commune en 2019, 132 sont en aléa moyen ou fort, soit 100 %, à comparer aux 98 % au niveau départemental et 54 % au niveau national. Une cartographie de l'exposition du territoire national au retrait gonflement des sols argileux est disponible sur le site du BRGM,.
Par ailleurs, afin de mieux appréhender le risque d’affaissement de terrain, l'inventaire national des cavités souterraines permet de localiser celles situées sur la commune.
Concernant les mouvements de terrains, la commune a été reconnue en état de catastrophe naturelle au titre des dommages causés par la sécheresse en 1989, 1992, 1998, 2002, 2003 et 2017 et par des mouvements de terrain en 1999.

## Toponymie
Localement, la commune est couramment appelée Saint-Laurent-sur-Save.
Durant la Révolution, le village de Saint-Laurent-de-l'Isle (ou Saint-Laurens de l'Isle) porte le nom révolutionnaire de Bellerive-sur-Save puis reprend celui de Saint-Laurent (bulletin des Lois de 1801).

## Histoire

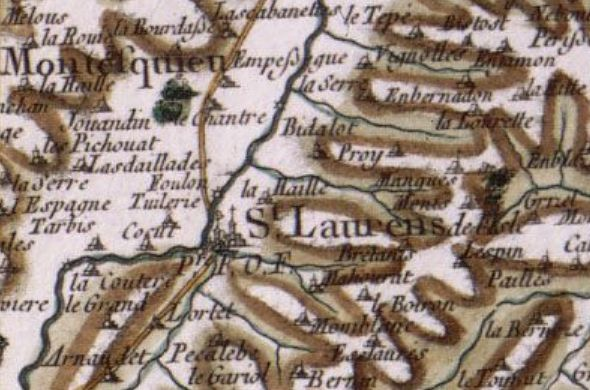
Saint-Laurens de l'Isle en 1770 (Carte de Cassini)

Sur un site occupé dès la préhistoire, Roger de Nuro, évêque du Comminges, fonde en 1151 le prieuré de Saint-Laurent, par l'intermédiaire du prieuré de Boulaur, qui appartient à l'ordre de Fontevraud, rassemblant les religieuses et religieux. Au XIIIe siècle, les deux communautés, voisines mais séparées, sont à l'origine de la formation du village.
Au XIVe siècle, la Pancarte du diocèse de Comminges énumère les droits et les revenus du couvent qui portent sur les paroisses de Saint-Laurent, Montbernard, Montesquieu-Guittaut, Puymaurin, Saint-André, Cassagnabère-Tournas, l'Isle-en-Dodon, Agassac et Mirambeau. Le prieuré est détruit au XVIe siècle par des inondations et des incendies. Un nouveau monastère remplace les constructions de brique par des bâtiments de pierre et de terre.
Au XVIIe siècle, le « couvent », qui suit la règle des franciscaines, connaît son apogée. Il est protégé par la maison mère de Fontevraud, par le roi et par le pape. La commune se nomme alors Saint-Laurent des Religieuses. Au XVIIIe siècle, la communauté reçoit en pension les filles de famille de la région. Pendant la Révolution, les religieuses sont dispersées et leurs biens sont vendus. Le village de Saint-Laurent de l'Isle (ou Saint-Laurens de l'Isle) est alors gouverné par les consuls, puis par les maires et prend le nom révolutionnaire de Bellerive sur Save en 1789, puis de Saint-Laurens en 1793. Le nom de la commune Saint-Laurent est officiellement utilisé à partir de 1801.
Composée de petits et de moyens propriétaires, de nombreux artisans et de brassiers, la population est au XIXe siècle active, sinon prospère, jusqu'au XXe siècle où débute le déclin démographique commun à tous les villages du Comminges. Les deux guerres mondiales font respectivement 15 et 2 morts parmi la jeunesse locale.
Le village dispose d'une ancienne gare sur la ligne ferroviaire de Toulouse à Boulogne-sur-Gesse, qui a fonctionné à partir du 1er août 1901. Cette ligne, exploitée par la Compagnie des Chemins de Fer du Sud Ouest, permettait en 1902 de rejoindre Toulouse en 4 h (vapeur), puis en 2 h (autorail électrique). Devant la concurrence de l'automobile, cette ligne de 98 km ferme le 31 décembre 1949 et a été remplacée par la ligne 65 du réseau des bus Arc-en-ciel du département de la Haute-Garonne, effectuant le trajet dans un temps similaire.
À partir de 1982, la population de la commune augmente à nouveau. La qualité de vie au sein de ce village, ainsi que son école et sa boulangerie, attirent de plus en plus de jeunes couples.
De 2000 à 2012, de nouvelles constructions et rénovations d'habitations, permettent à Saint-Laurent de totaliser 168 habitants.

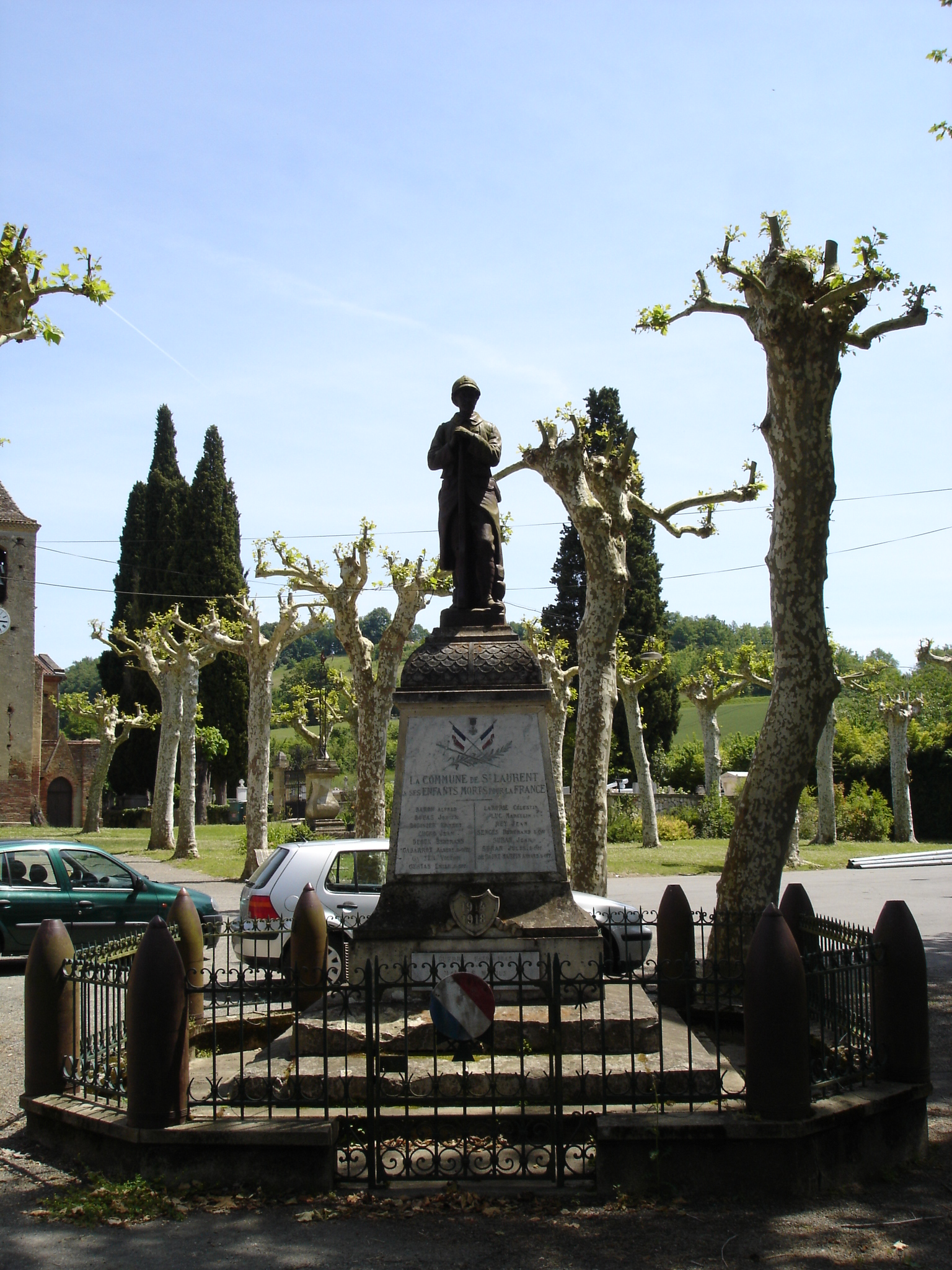
Le monument aux morts.
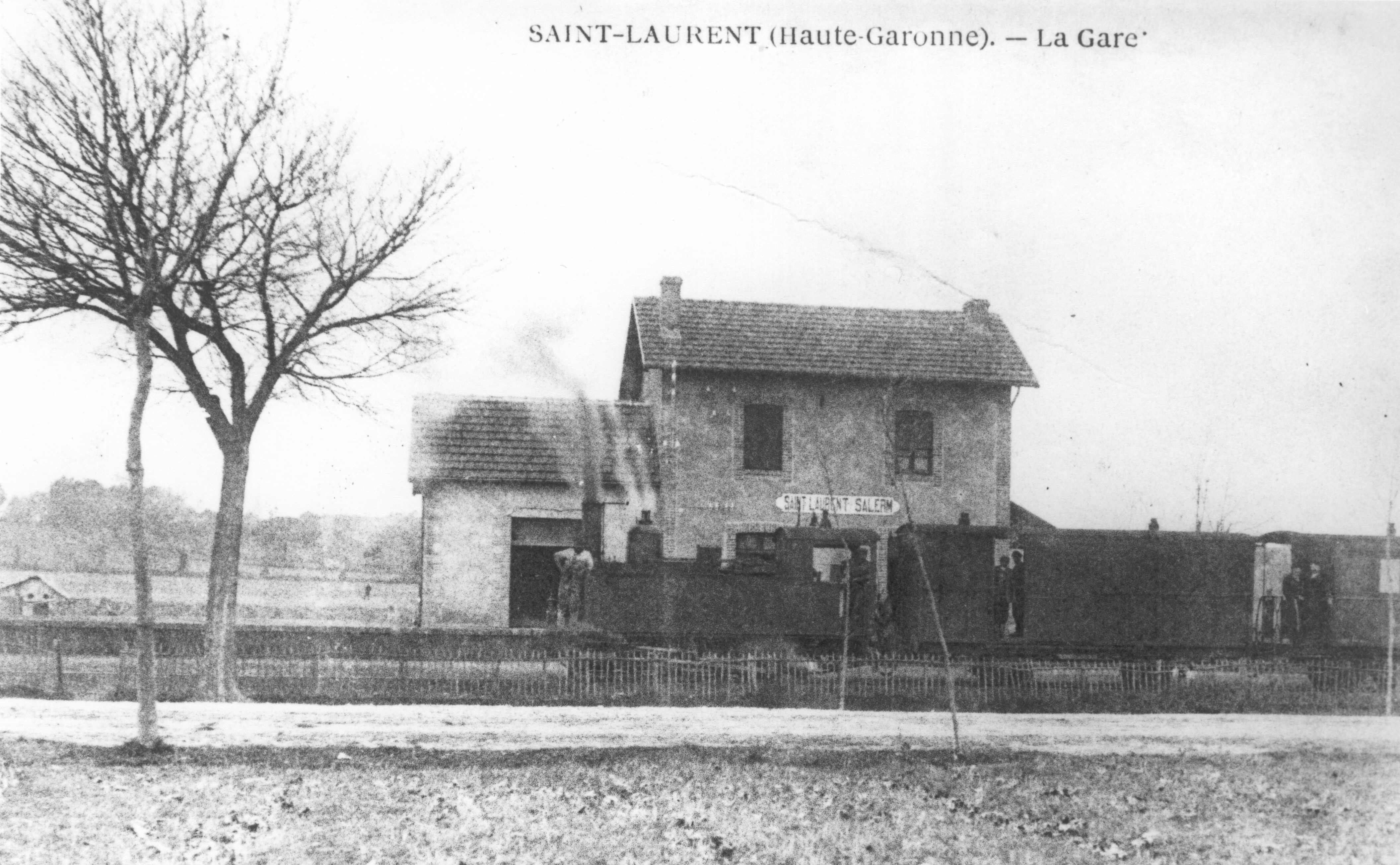
Ancienne gare de Saint-Laurent.

## Politique et administration

### Rattachements administratifs et électoraux
Commune faisant partie de la huitième circonscription de la Haute-Garonne, de la communauté de communes Cœur et Coteaux du Comminges et du canton de Cazères (avant le redécoupage départemental de 2014, Saint-Laurent faisait partie de l'ex-canton de L'Isle-en-Dodon et avant le 1er janvier 2017, de la communauté de communes des Portes du Comminges).

### Liste des maires
| Période                                  | Période  | Identité      | Étiquette | Qualité                        |
| ---------------------------------------- | -------- | ------------- | --------- | ------------------------------ |
| mars 1985                                | 2001     | Guy Barousse  | SE        | Agriculteur                    |
| mars 2001                                | 2008     | Didier Oléron | SE        | Moniteur                       |
| mars 2008                                | 2014     | André Clerc   | SE        | Adjoint du Patrimoine          |
| mars 2014                                | En cours | Daniel Pitout | SE        | Directeur de travaux, retraité |
| Les données manquantes sont à compléter. |          |               |           |                                |

### Finances locales
Cette sous-section présente la situation des finances communales de Saint-Laurent.
Pour l'exercice 2013, le compte administratif du budget municipal de Saint-Laurent s'établit à  114 000 € en dépenses et 166 000 € en recettes :
En 2013, la section de fonctionnement se répartit en 94 000 €  de charges (551 € par habitant) pour 97 000 € de produits (569 € par habitant), soit un solde de 3 000 € (17 € par habitant), :
- le principal pôle de dépenses de fonctionnement est celui des charges de personnels[Note 6] pour  30 000 € (32 %), soit 176 € par habitant, ratio voisin de la valeur moyenne de la strate. Depuis 5 ans, ce ratio augmente de façon continue de 129 € à 176 € par habitant ;
- la plus grande part des recettes est constituée de la dotation globale de fonctionnement (DGF)[Note 7] pour  31 000 € (32 %), soit 180 € par habitant, ratio inférieur de 23 % à la valeur moyenne pour les communes de la même strate (234 € par habitant). Sur la période 2009 - 2013, ce ratio fluctue et présente un minimum de 154 € par habitant en 2010 et un maximum de 181 € par habitant en 2011.

Les taux des taxes ci-dessous sont votés par la municipalité de Saint-Laurent. Ils ont varié de la façon suivante par rapport à 2012 :
- la taxe d'habitation constante 12,60 % ;
- la taxe foncière sur le bâti constante 4,66 % ;
- celle sur le non bâti égale 37,30 %.

La section investissement se répartit en emplois et ressources. Pour 2013, les emplois comprennent par ordre d'importance :
- des dépenses d'équipement[Note 9] pour  14 000 € (70 %), soit 83 € par habitant, ratio inférieur de 82 % à la valeur moyenne pour les communes de la même strate (452 € par habitant). Sur les 5 dernières années, ce ratio fluctue et présente un minimum de 55 € par habitant en 2011 et un maximum de 1 128 € par habitant en 2012 ;
- des remboursements d'emprunts[Note 10] pour une valeur totale de 6 000 € (30 %), soit 37 € par habitant, ratio inférieur de 46 % à la valeur moyenne pour les communes de la même strate (69 € par habitant).

Les ressources en investissement de Saint-Laurent se répartissent principalement en :
- subventions reçues pour  39 000 € (57 %), soit 230 € par habitant, ratio supérieur de 76 % à la valeur moyenne pour les communes de la même strate (131 € par habitant). Depuis 5 ans, ce ratio fluctue et présente un minimum de 0 € par habitant en 2011 et un maximum de 713 € par habitant en 2009 ;
- fonds de Compensation pour la TVA pour une valeur totale de 1 000 € (1 %), soit 8 € par habitant, ratio inférieur de 83 % à la valeur moyenne pour les communes de la même strate (47 € par habitant).

L'endettement de Saint-Laurent au 31 décembre 2013 peut s'évaluer à partir de trois critères : l'encours de la dette, l'annuité de la dette et sa capacité de désendettement :
- l'encours de la dette pour un montant de 55 000 €, soit 321 € par habitant, ratio inférieur de 37 % à la valeur moyenne pour les communes de la même strate (512 € par habitant). Sur les 5 dernières années, ce ratio fluctue et présente un minimum de 104 € par habitant en 2010 et un maximum de 362 € par habitant en 2012[A2 5] ;
- l'annuité de la dette pour une valeur totale de 9 000 €, soit 53 € par habitant, ratio inférieur de 40 % à la valeur moyenne pour les communes de la même strate (88 € par habitant). Sur la période 2009 - 2013, ce ratio augmente de façon continue de 26 € à 53 € par habitant[A2 5] ;
- la capacité d'autofinancement (CAF) pour  5 000 €, soit 30 € par habitant, ratio inférieur de 87 % à la valeur moyenne pour les communes de la même strate (239 € par habitant). Sur les 5 dernières années, ce ratio fluctue et présente un minimum de −15 € par habitant en 2010 et un maximum de 68 € par habitant en 2011[A2 6]. La capacité de désendettement est d'environ 11 années en 2013. Sur une période de 14 années, ce ratio présente un minimum d'environ un an en 2006 et un maximum très élevé, de plus de 50 années en 2012.

La commune fait partie du canton de L'Isle-en-Dodon (conseiller général actuel : Christiane Larrieu, DVD) et de la huitième circonscription de la Haute-Garonne (député actuel : Joël Aviragnet, PS).

Logo du Pays Comminges Pyrénées.

### Pays
En 2002, la commune adhère au Pays Comminges Pyrénées qui regroupe 237 communes Commingeoises afin d'engager une réflexion participative pour l'élaboration d'un projet de développement durable de leur territoire.

### Intercommunalité
En 2007, la commune de Saint-Laurent adhère à la communauté de communes des Portes du Comminges afin d'engager des projets communs avec les 20 autres communes du canton de L'Isle-en-Dodon : Agassac, Anan, Boissède, Castelgaillard, Cazac, Fabas, Goudex, L'Isle-en-Dodon, Labastide-Paumès, Lilhac, Martisserre, Mauvezin, Mirambeau, Molas, Montbernard, Montesquieu-Guittaut, Puymaurin, Saint-Frajou et Salherm.
Dans le cadre de la compétence "Aménagement du territoire" transférée à la communauté de communes, la commune de Saint-Laurent a prescrit en décembre 2008, l'élaboration d'un document d'urbanisme sous la forme d'un Plan local d'urbanisme (PLU), a été approuvé en 2013.

## Démographie
L'évolution du nombre d'habitants est connue à travers les recensements de la population effectués dans la commune depuis 1793. Pour les communes de moins de 10 000 habitants, une enquête de recensement portant sur toute la population est réalisée tous les cinq ans, les populations de référence des années intermédiaires étant quant à elles estimées par interpolation ou extrapolation. Pour la commune, le premier recensement exhaustif entrant dans le cadre du nouveau dispositif a été réalisé en 2007.

En 2022, la commune comptait 177 habitants, en évolution de +0,57 % par rapport à 2016 (Haute-Garonne : +8,02 %, France hors Mayotte : +2,11 %).
| 1793 | 1800 | 1806 | 1821 | 1831 | 1836 | 1841 | 1846 | 1851 |
| ---- | ---- | ---- | ---- | ---- | ---- | ---- | ---- | ---- |
| 518  | 490  | 603  | 576  | 626  | 655  | 642  | 657  | 625  |

| 1856 | 1861 | 1866 | 1872 | 1876 | 1881 | 1886 | 1891 | 1896 |
| ---- | ---- | ---- | ---- | ---- | ---- | ---- | ---- | ---- |
| 584  | 601  | 570  | 543  | 547  | 522  | 511  | 505  | 448  |

| 1901 | 1906 | 1911 | 1921 | 1926 | 1931 | 1936 | 1946 | 1954 |
| ---- | ---- | ---- | ---- | ---- | ---- | ---- | ---- | ---- |
| 447  | 415  | 424  | 330  | 322  | 320  | 302  | 284  | 249  |

| 1962 | 1968 | 1975 | 1982 | 1990 | 1999 | 2006 | 2007 | 2012 |
| ---- | ---- | ---- | ---- | ---- | ---- | ---- | ---- | ---- |
| 228  | 205  | 177  | 136  | 141  | 157  | 160  | 160  | 167  |

| 2017 | 2022 | - | - | - | - | - | - | - |
| ---- | ---- | - | - | - | - | - | - | - |
| 181  | 177  | - | - | - | - | - | - | - |

| selon la population municipale des années : | 1968 | 1975 | 1982 | 1990 | 1999 | 2006 | 2009 | 2013 |
| Rang de la commune dans le département      | 320  | 365  | 371  | 409  | 398  | 413  | 417  | 423  |
| Nombre de communes du département           | 592  | 582  | 586  | 588  | 588  | 588  | 589  | 589  |

## Économie

### Revenus
En 2018  (données Insee publiées en septembre 2021), la commune compte 72 ménages fiscaux, regroupant 153 personnes. La médiane du revenu disponible par unité de consommation est de 20 510 € (23 140 € dans le département).

### Emploi
|                | 2008  | 2013  | 2018  |
| -------------- | ----- | ----- | ----- |
| Commune        | 4,7 % | 2,1 % | 9,4 % |
| Département    | 7,7 % | 9,6 % | 9,3 % |
| France entière | 8,3 % | 10 %  | 10 %  |

En 2018, la population âgée de 15 à 64 ans s'élève à 106 personnes, parmi lesquelles on compte 67,3 % d'actifs (57,9 % ayant un emploi et 9,4 % de chômeurs) et 32,7 % d'inactifs,. En  2018, le taux de chômage communal (au sens du recensement) des 15-64 ans est supérieur à celui du département, mais inférieur à celui de la France, alors qu'il était inférieur à celui du département et de la France en 2008.
La commune fait partie de la couronne de l'aire d'attraction de Toulouse, du fait qu'au moins 15 % des actifs travaillent dans le pôle,. Elle compte 21 emplois en 2018, contre 20 en 2013 et 20 en 2008. Le nombre d'actifs ayant un emploi résidant dans la commune est de 63, soit un indicateur de concentration d'emploi de 33,4 % et un taux d'activité parmi les 15 ans ou plus de 47,1 %.
Sur ces 63 actifs de 15 ans ou plus ayant un emploi, 16 travaillent dans la commune, soit 25 % des habitants. Pour se rendre au travail, 90,5 % des habitants utilisent un véhicule personnel ou de fonction à quatre roues et 9,5 % n'ont pas besoin de transport (travail au domicile).

### Activités hors agriculture

#### Secteurs d'activités
15 établissements sont implantés  à Saint-Laurent au 31 décembre 2019.
Le secteur du commerce de gros et de détail, des transports, de l'hébergement et de la restauration est prépondérant sur la commune puisqu'il représente 53,3 % du nombre total d'établissements de la commune (8 sur les 15 entreprises implantées  à Saint-Laurent), contre 25,9 % au niveau départemental.

#### Entreprises et commerces
Saint-Laurent présente les caractéristiques principales d'une petite commune rurale du XXIe siècle. Le positionnement en vallée de la commune a permis depuis de nombreuses décennies de développer une vie agricole importante, essentiellement basée sur la culture céréalière.
En 2000, le recensement agricole ne comptabilise plus que 3 exploitations agricoles majeures sur la commune. L'activité principale est orientée autour de la polyculture (maïs, tournesol, soja, blé, colza...) et l'élevage bovin-viande.
Le témoignage de ce passé riche se retrouve dans le patrimoine communal laissé par les anciens meuniers, à savoir :
- Le canal et ses 3 moulins.
- L'ancien moulin du couvent.
- L'ancien moulin à vent.
- La bascule publique.
- La boulangerie.

La boulangerie-épicerie-tabac reste aujourd'hui le seul commerce du village qui disposait au XXe siècle de deux cafés, d'un bureau de poste et d'une perception.

### Agriculture
|               | 1988 | 2000 | 2010 | 2020 |
| ------------- | ---- | ---- | ---- | ---- |
| Exploitations | 13   | 8    | 4    | 6    |
| SAU (ha)      | 489  | 458  | 427  | 457  |

La commune est dans les « Coteaux de Gascogne », une petite région agricole occupant une partie ouest du département de la Haute-Garonne, constitué d'un relief de cuestas et de vallées peu profondes, creusés par les rivières issues du massif pyrénéen, avec une activité de polyculture et d’élevage. En 2020, l'orientation technico-économique de l'agriculture  sur la commune est la polyculture et/ou le polyélevage. Six exploitations agricoles ayant leur siège dans la commune sont dénombrées lors du recensement agricole de 2020 (13 en 1988). La superficie agricole utilisée est de 457 ha,,.

## Culture locale et patrimoine

### Lieux et monuments
- Église inscrite au patrimoine des Monuments historiques, le 30 avril 2001 :L'église..

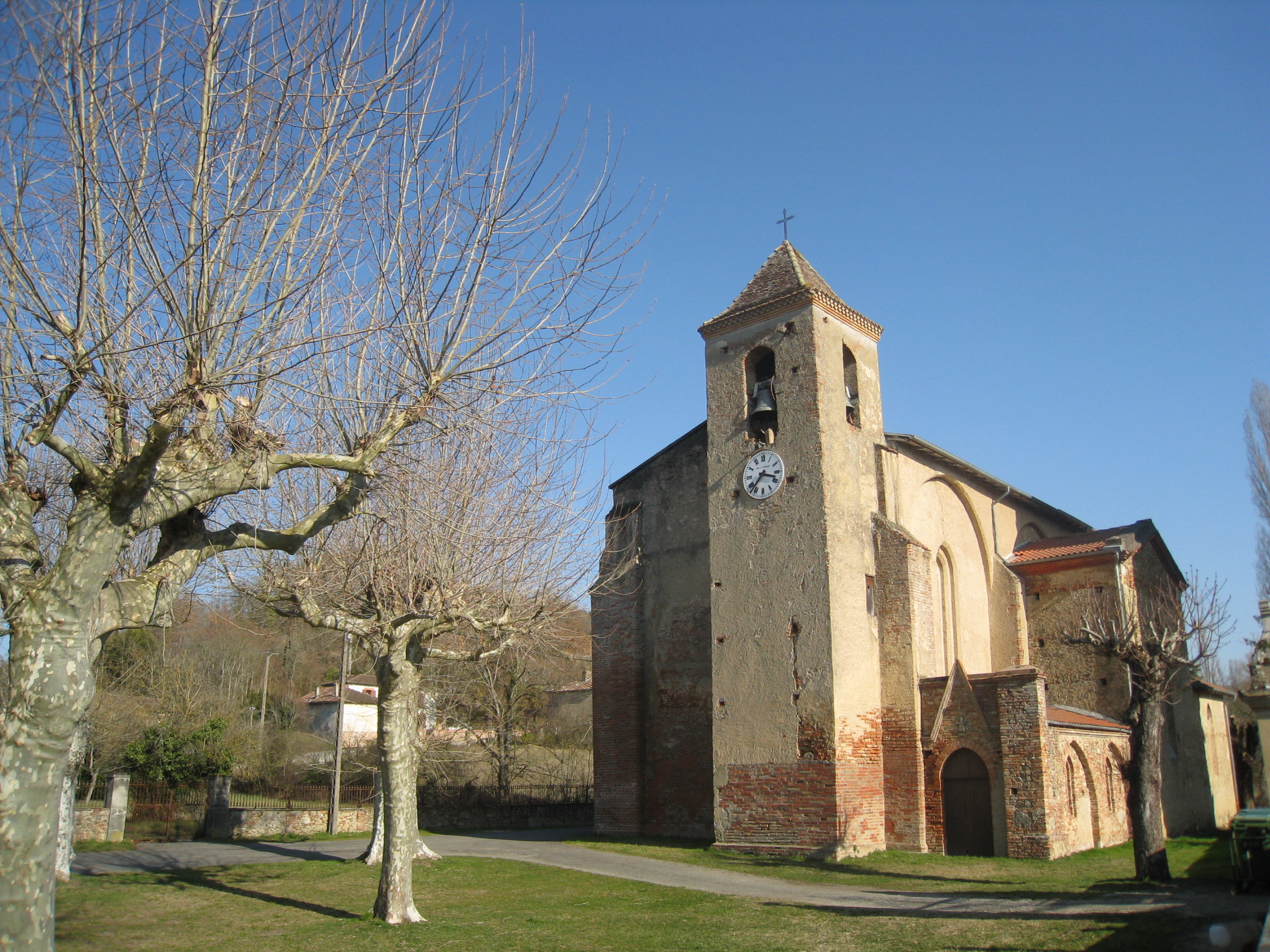
L'église.

L'église de Saint-Laurent est bâtie de briques et de pierres au début du XIVe siècle, selon les techniques de construction de l’époque gothique. Le chevet constitue un vestige de cette première période. L’église est restaurée à l'identique dans les années 1870-1880. Les piliers et les murs de la nef ne sont pas d'aplomb mais penchent vers l'extérieur en s'élevant, corrigeant ainsi l'effet de rétrécissement dû à la perspective.
Au XXe siècle, elle est garnie d'un mobilier art-déco en ferronnerie : chaire à prêcher et grille des fonts baptismaux dues aux ferronniers du village Pierre et Paul Desbarax (père et fils), datant de 1935. Elle reçoit également un ensemble de peintures dues à René Gaston-Lagorre : en 1938, les panneaux du chœur représentant la Sainte Trinité et la Sainte Famille ; en 1940, le Martyre de Saint-Laurent au revers du mur de façade ; en 1942, les peintures au-dessus des autels latéraux.
- Plantations de platanes, Pont et Plan d'eau de la Save, Vierge en bois :

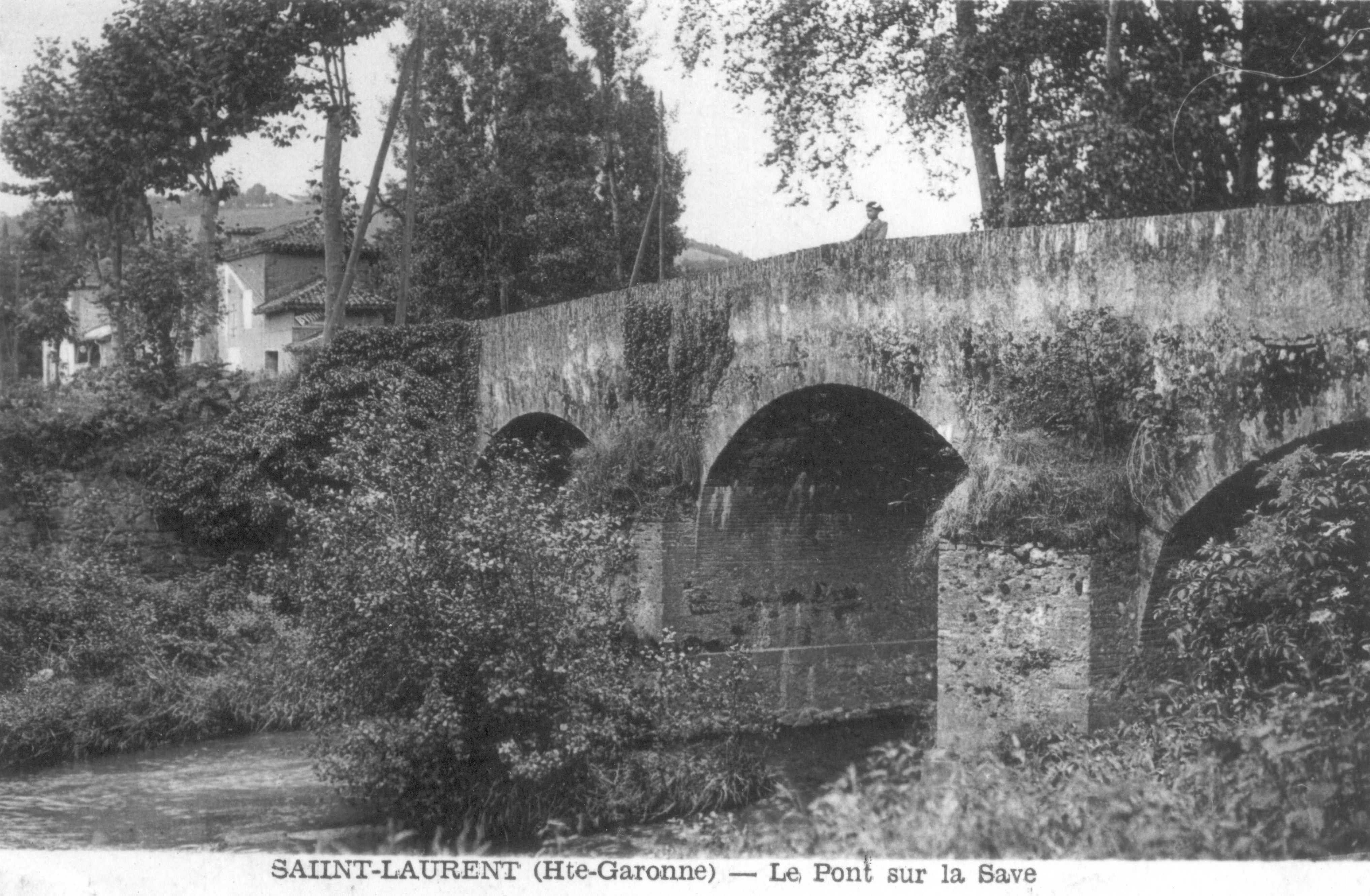
Pont de la Save au début du XXe siècle.

Site naturel inscrit le 17 juillet 1944, au titre de la loi du 2 mai 1930 sur la protection et la conservation de la qualité des monuments naturels et des sites d'intérêt artistique, historique, scientifique, légendaire ou pittoresque.
- Couvent du XIIe siècle :

Fondé en 1151, le prieuré fontevriste de Saint-Laurent a été un point central dans le développement du village. Jusqu'à la Révolution, celui-ci comptait près de 100 religieux. En 1797, le prieuré et l'église sont vendus à un entrepreneur qui détruit cette dernière pour tirer profit des briques. Adossé au couvent, qui servira de maison d'habitation, le mur ouest de l'église sera sauvé.

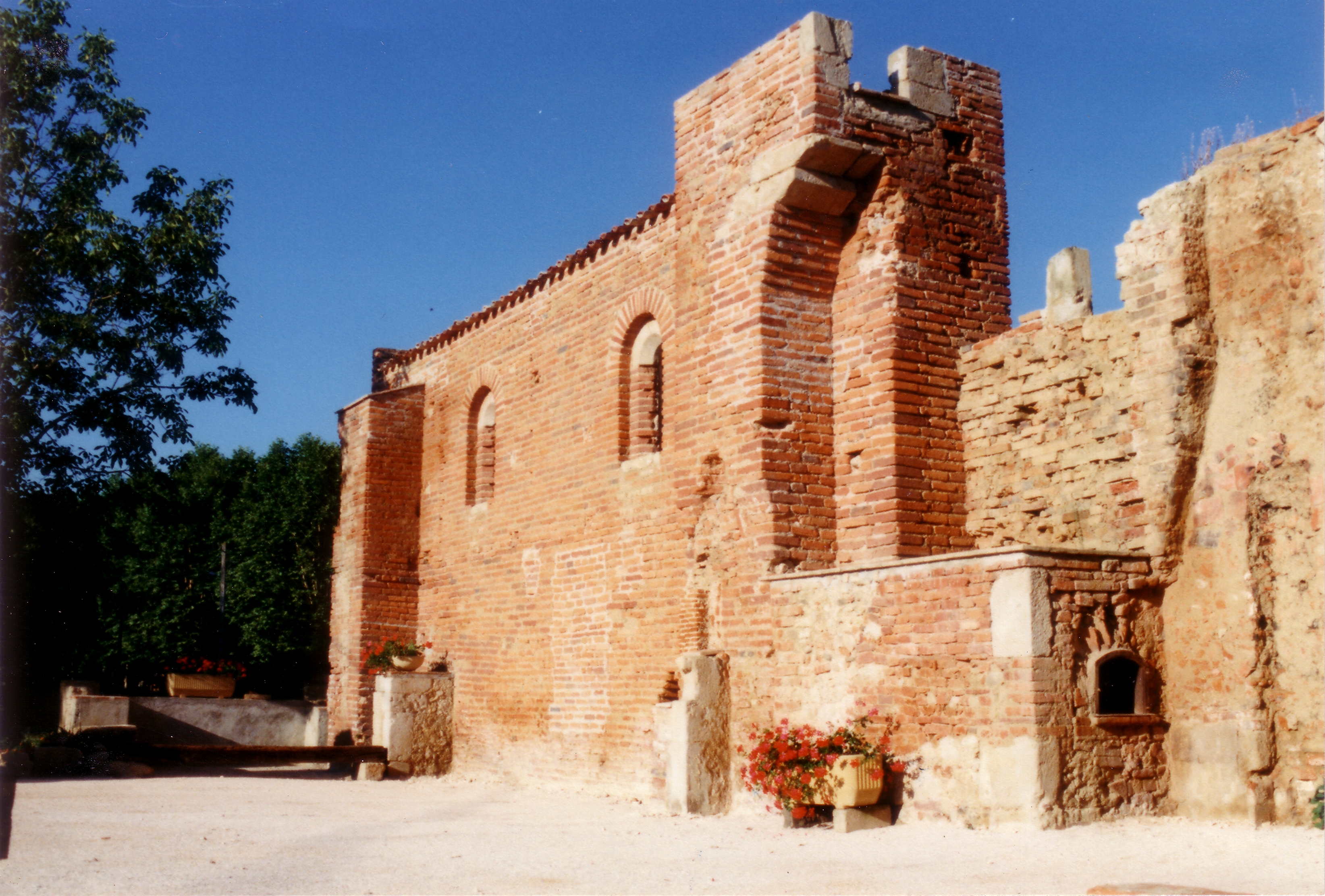
Le couvent aujourd'hui : mur ouest de l'ancienne église (XIIe), four à pain et tourelles.

En juillet 1977, les crues de la Save ravagent la région et inondent le couvent inhabité qui tombe en ruine.

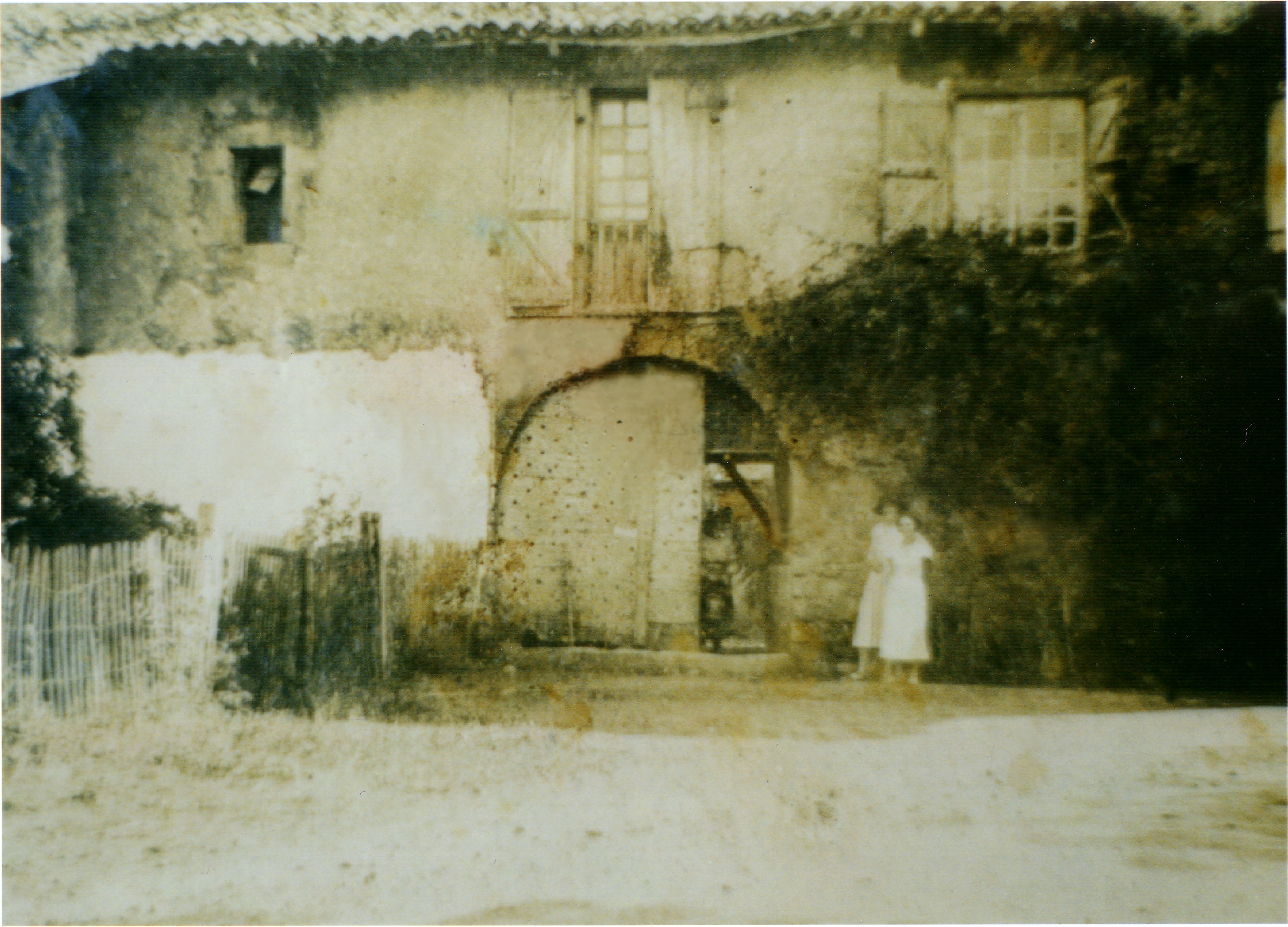
Le couvent avant les inondations de 1977.

Quelques années plus tard, en 1989, la municipalité et une association de villageois bénévoles et motivés (Saint Laurent Patrimoine) décident d'entreprendre des travaux de rénovation pour enfin remettre au jour ce trésor du passé. Les travaux s'achèvent en 1991, laissant place à des vestiges d'un autre âge, un lieu agréable, calme et fleuri, où les boulistes des après-midi d'été se retrouvent pour une partie de pétanque. Le site aujourd’hui sauvegardé met en valeur un grand mur de brique du XIIe siècle et un portail du XVIe siècle.

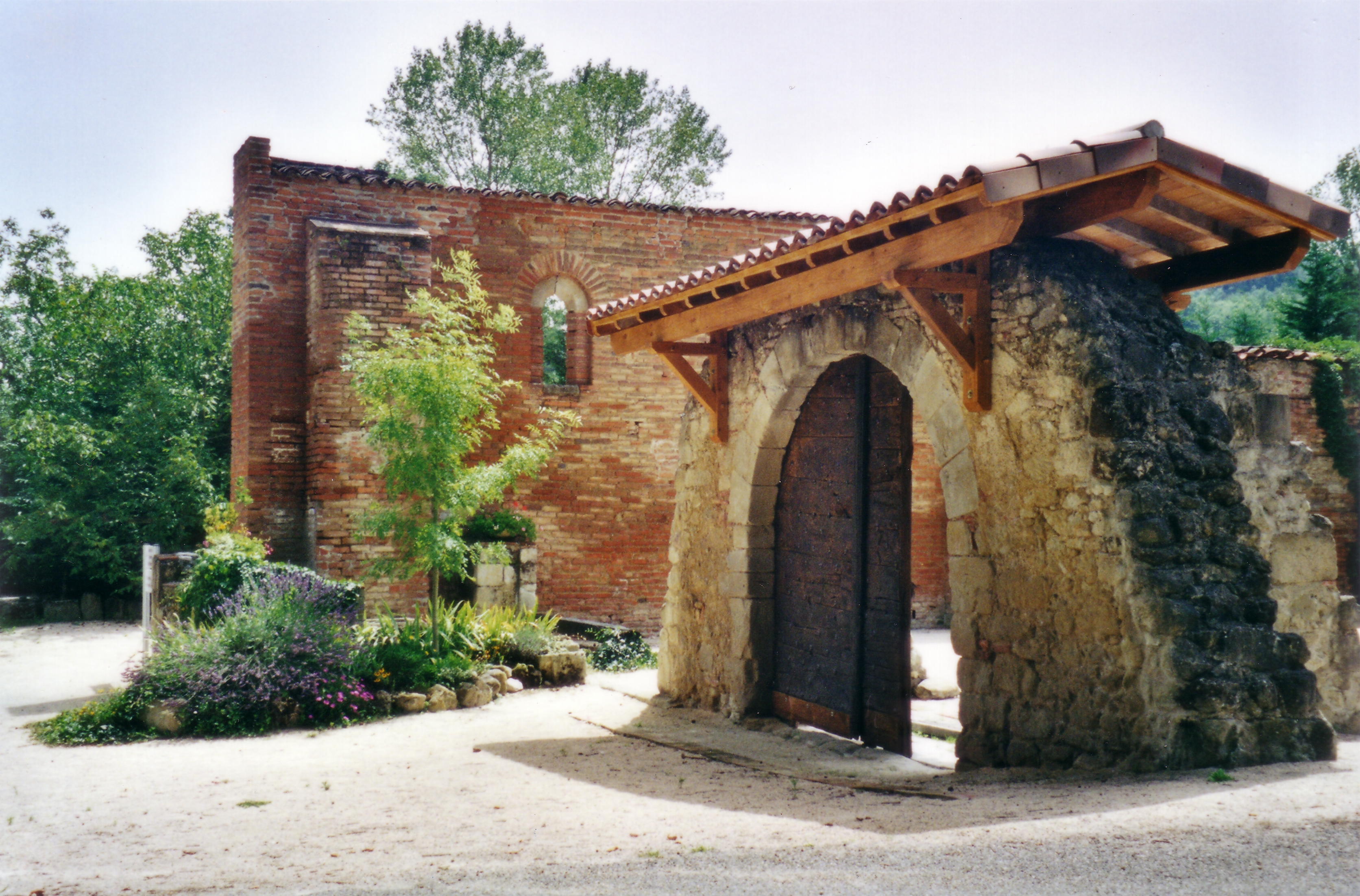
Porte du prieuré (XVIe siècle.)

Le mur ouest de l’ancienne église abbatiale est percé de deux baies romanes. Cette maçonnerie doit son état de conservation à la qualité du mortier, obtenu avec une chaux vive de première qualité à laquelle sont ajoutés des œufs. Ce mortier résiste notamment à une immersion prolongée.
Le portail était l'entrée principale du second couvent, appuyé sur les ruines du premier établissement. Les bâtisseurs manquant de chaux, les maîtres murs sont en pierres tout-venant  liées au mortier d'« agasso » (mortier de pie), c'est-à-dire de l'argile à laquelle est ajouté un sable dit « de mine », silico-calcaire local. La porte est réalisée, sans assemblage, à partir de madriers entrecroisés, assujettis par de forts clous à large tête.
- Le canal et ses 3 moulins :

Le prieuré de Saint-Laurent possède son moulin « bladié », c'est-à-dire à blé, installé sur le ruisseau de la Houytère, dont le débit est insignifiant et ne peut fonctionner qu'« à l'éclusée ». Au XVIIe siècle, l'abbesse entreprend, en accord avec l'évêque de Comminges, la construction d'un barrage ou « pachère » sur la Save, ce qui permet l'alimentation régulière d'un canal dit « des trois moulins ». Le premier de ces établissements est dit « de Montamat », du nom de ses derniers meuniers, et se situe au plus près du couvent. Au XIXe siècle, sans cesser de moudre, il actionne une filature de laine.
Le deuxième moulin, dit ‘’petit moulin’’, est rapidement transformé en foulon, système mécanique servant à fouler les étoffes de laine.
L’évêque de Comminges se réserve, selon un écrit de 1673, le troisième moulin de Saint-Laurent, le « Moulin neuf » (qui fonctionne alors à plein régime). Au Moulin neuf, les trois meules sont encore à leur place d'origine, bien que dépouillées de leur habillage de bois. Trois prises d'eau distinctes sont dirigées chacune sur une turbine, ou rouet, qui tourne indépendamment.
Dès le XVIIe siècle, les trois moulins, disposés successivement sur le même canal, sont l’objet de conflits entre leurs propriétaires respectifs.
Désolé de voir chaque été la Save presque complètement asséchée, le meunier Montamat acquiert, au sommet du coteau, un terrain sur lequel s'élève en 1823 un moulin à vent qui domine le paysage. L'ensemble a depuis été restauré et converti en habitation.
- La Maison Haute de la Coutère et le Château de Benqué :

En 1686, le seigneur de La Tour habite dans sa « maison haute » de La Coutère. Il possède « ruralement » 168 sétérées pour une imposition de 18 livres, allivrement dont il est affranchi en 1693 par un édit de Louis XlV. En 1781, c'est Pierre de Lartigue qui occupe la demeure de La Coutère. A la Révolution, ce dernier propriétaire noble émigre et ses biens sont vendus.
En 1686, le cadastre fait état d'un propriétaire laboureur qui dispose de seize sétérées, un patrimoine considérablement développé par ses descendants. L'un d'eux, Bernard, en tant qu'élu de la période révolutionnaire, se porte ainsi acquéreur de biens nationaux, en particulier des terres et vignes du sieur Lamalathie, prêtre déporté de Montesquieu. Ayant installé dès 1817 une « maison haute », la production et le commerce des vins prospérant, les Benqué y ajoutent en 1904 une tour qui transforme le corps de logis en château, affichant l’entrée de la famille dans la haute bourgeoisie rurale.
- Le bâtiment mairie-école :

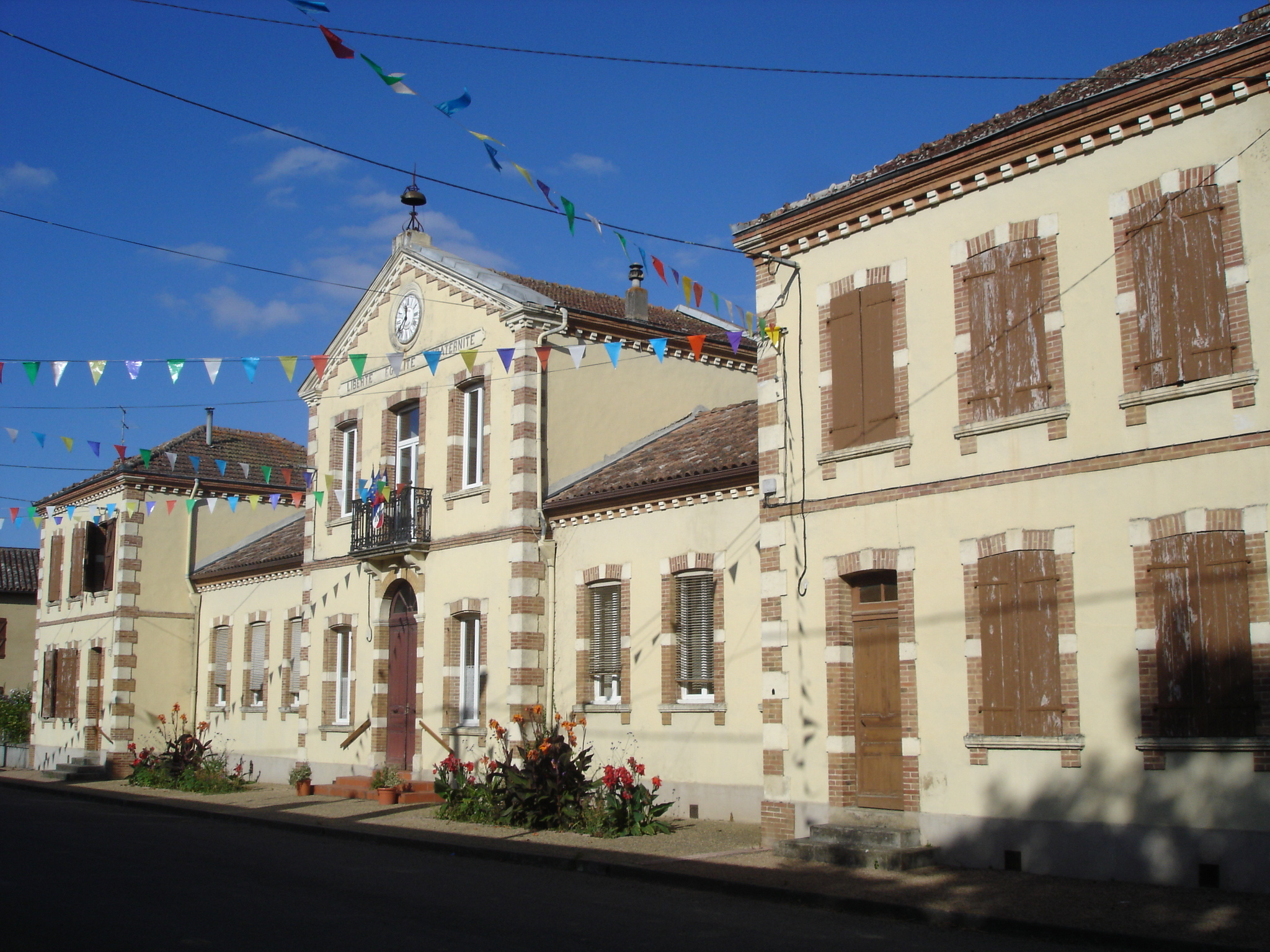
La mairie et l'école.

Bâti de brique en 1901, il est flanqué du logement des maîtres aux deux extrémités, avec la mairie au milieu. Ce long bâtiment sépare nettement les classes des garçons de celles des filles.
- Vestiges archéologiques :

La crue de 1977, qui emporte sur certains champs la couche de terre arable, favorise la mise au jour de vestiges archéologiques. Dans des labours proches de la Save, sur la terrasse immédiate de la rivière, trois vestiges portent l'évident témoignage de l'occupation du site de Saint-Laurent par l'homme à l'époque de la pierre polie.
Deux outils en pierre polie (grès) du Néolithique (11,2 x 5,5 cm), dont le plus grand est une herminette ou une houe selon qu'on le destine au travail du bois ou de la terre. Le second est une hache.
Une hache du Chalcolithique en bronze (9,2 x 2,7 cm), qui aurait pu être utilisée comme monnaie par les populations nomades circulant de l'Ibérie vers la Scandinavie pour faire des échanges avec les agriculteurs sédentaires dont ils traversent le domaine.

## Vie locale
Boulangerie, école, nombreux artisans, maisons fleuries, couvent du XIIe siècle, le bord de Save.

### Enseignement

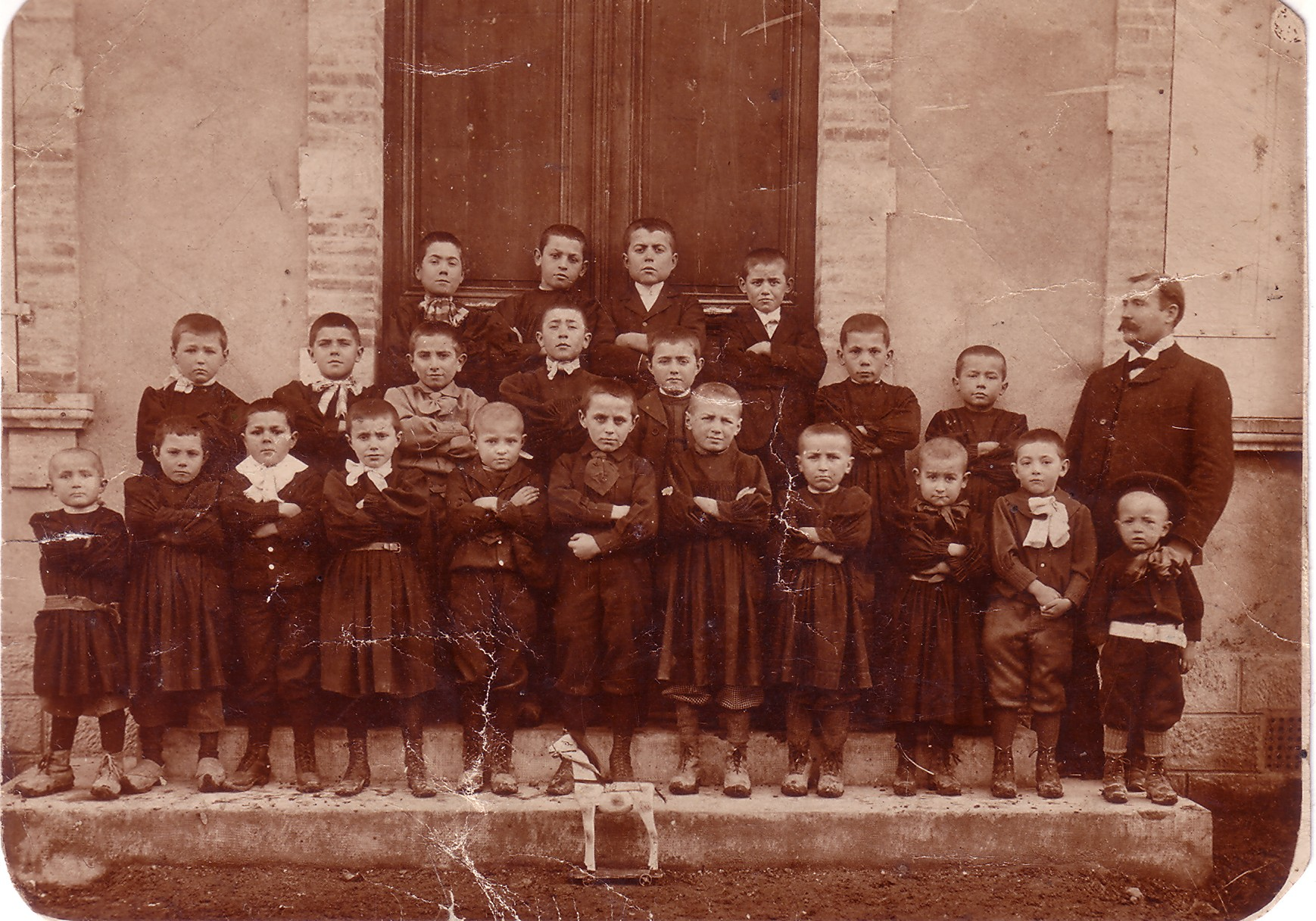
Photo de classe sur les marches de la mairie (1904).

L'école de Saint-Laurent accueille aujourd'hui une vingtaine d'élèves dans les 3 sections de maternelle (petite, moyenne et grande section). Elle fait partie d'un regroupement pédagogique intercommunal (RPI) associant les communes voisines de Montesquieu-Guittaut et de Montbernard, soit une soixantaine d'enfants.

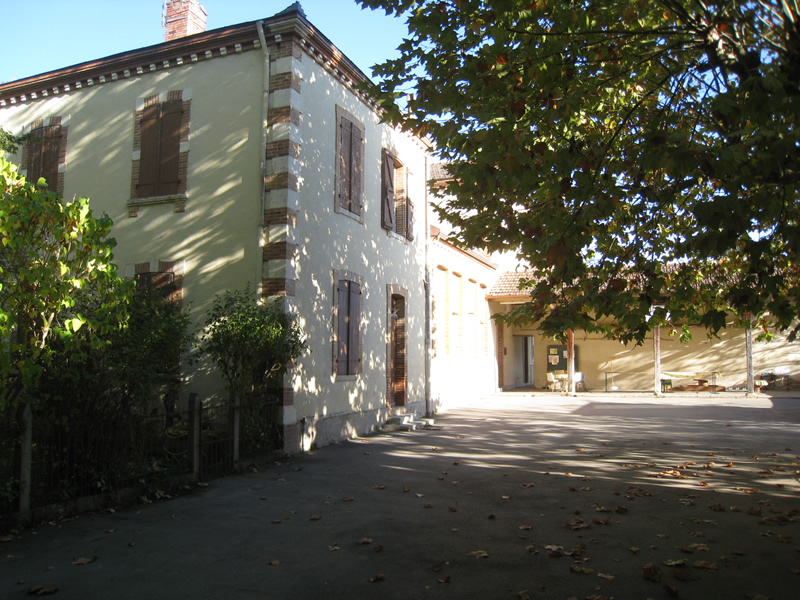
Cour de l'école.

Le local de l'école est le bâtiment central du village. Il s'agit d'un bâtiment édifié en 1901 par la municipalité, et comprenant en son centre l'actuelle mairie, ainsi que 2 bâtiments d'habitation, 2 salles de cours (École des filles et École des garçons) et 2 préaux. La salle de cours actuelle se situe dans l'ancienne école des garçons. La cantine est depuis une quinzaine d'années installée dans l'ancienne école des filles.
Après leur cursus en classe maternelle et élémentaire, les enfants de la commune sont pour la majorité orientés vers le collège Léon-Cazeneuve de L'Isle-en-Dodon, puis vers les lycées de Saint-Gaudens.

### Associations
- Comité des Fêtes de Saint-Laurent sur Save

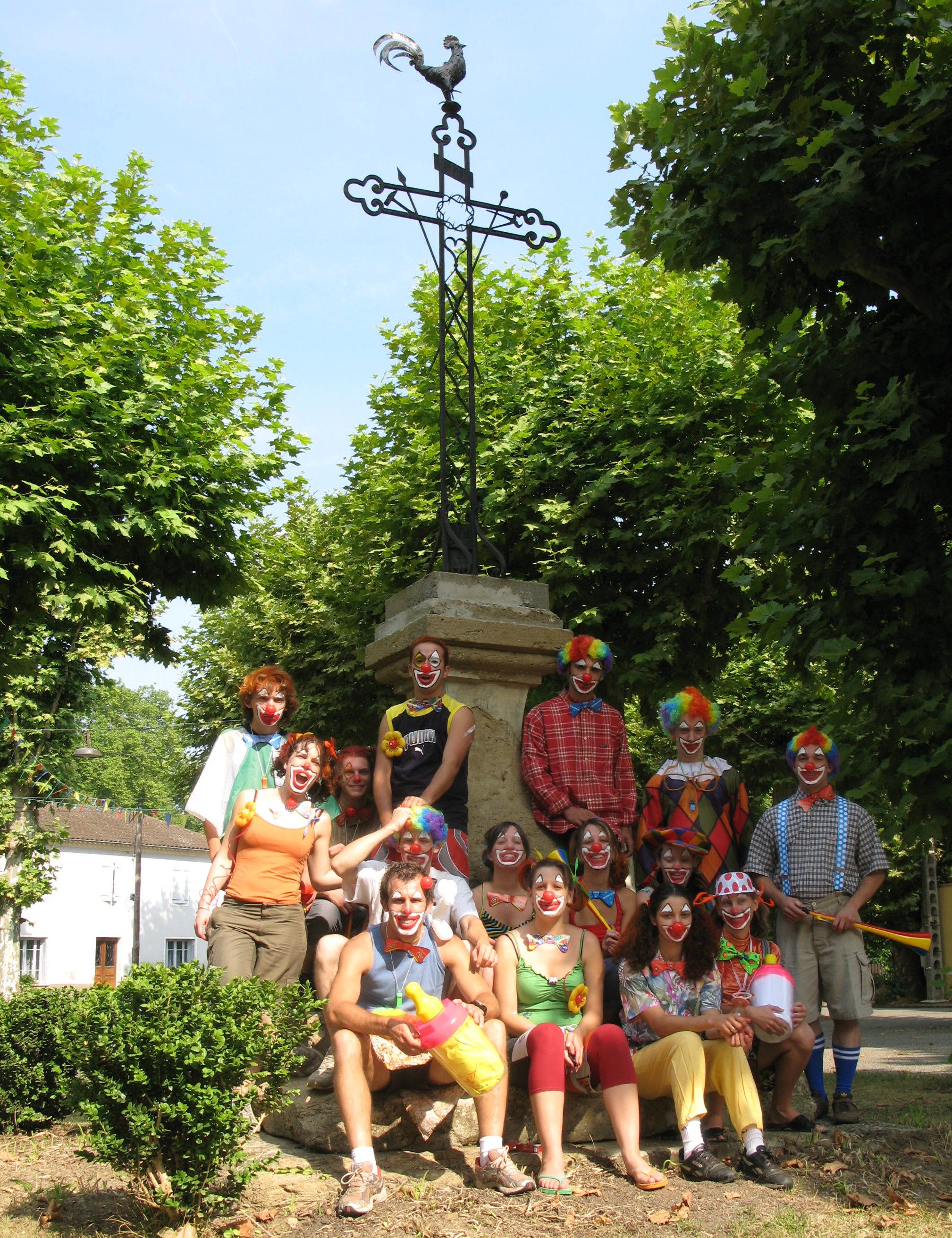
Le comité des Fêtes.

Depuis sa création le 28 juin 1965, le Comité des Fêtes organise chaque année un certain nombre de manifestations, dont la plus connue est bien évidemment la fête locale. Généralement située autour du week-end du 10 août (jour de la Saint-Laurent), celle-ci réunit tous les âges. Du village ou des environs, tout le monde vient participer au fameux concours de pétanque, boire un verre entre amis à la buvette, ou bien encore danser sur des airs de disco ou d'accordéon, selon les goûts. On ne peut mentionner la fête locale sans parler des succulents repas, et de la célèbre sérénade (appelée localement « La Quête »). Depuis quelques années, la Refête est organisée au mois d'avril.
Le Comité des Fêtes est depuis toujours géré par une poignée de jeunes fêtards de la commune, de 15 à 30 ans, mais souvent aidé par le reste du village lorsqu'il s'agit de travaux plus physiques (montage d'estrade, de buvette, de luminaires...).
- Saint-Laurent Patrimoine

Créée à la suite de l'inondation de juillet 1977 qui causa de nombreux dégâts dans le village, cette association s'intéresse aujourd'hui à conserver, mettre en valeur et faire revivre le patrimoine historique et culturel de la commune. Sa réalisation la plus importante fût la restauration de l'ancien couvent du XIIe siècle en 1991.
Cette association édite également de nombreux ouvrages concernant le village, le Comminges.. et organise des sorties de découvertes du patrimoine des communes voisines. Chaque année, des visites commentées de l'église sont organisées lors des Journées du Patrimoine.
- ACCA de Saint-Laurent

L'Association de chasse réunit les chasseurs du village lors des battues qui sont organisées sur le territoire de la commune (sanglier, chevreuil). Elle organise également un repas annuel réunissant les amateurs de gibier du village.
- AP3E : Association des parents d'élèves des 3 écoles

L'AP3E réunis les parents des enfants scolarisés dans les 3 écoles du RPI, afin d'organiser des manifestations telles que le loto annuel ou le feu de Saint-Jean. Les bénéfices de ces journées permettent de participer à l'équipement des écoles et à l'organisation de voyages scolaires.

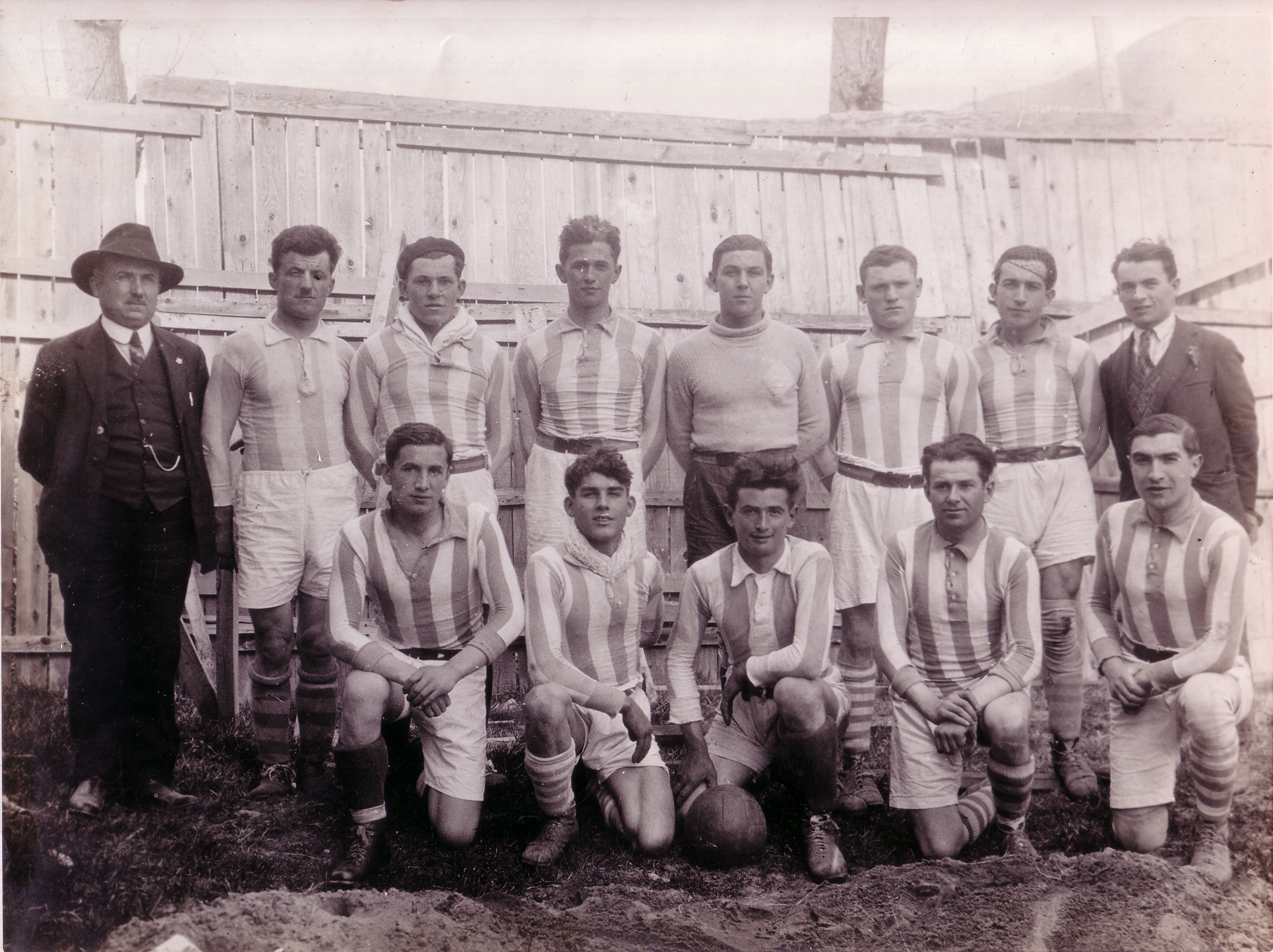
L'Avant-Garde de la Save (1930).

- Les anciennes associations

L'Avant-Garde de la Save est le nom de l'ancienne équipe de football de Saint-Laurent. Créée officiellement en 1923, cette équipe au maillot bleu et blanc porta les couleurs du village pendant une quarantaine d'années.

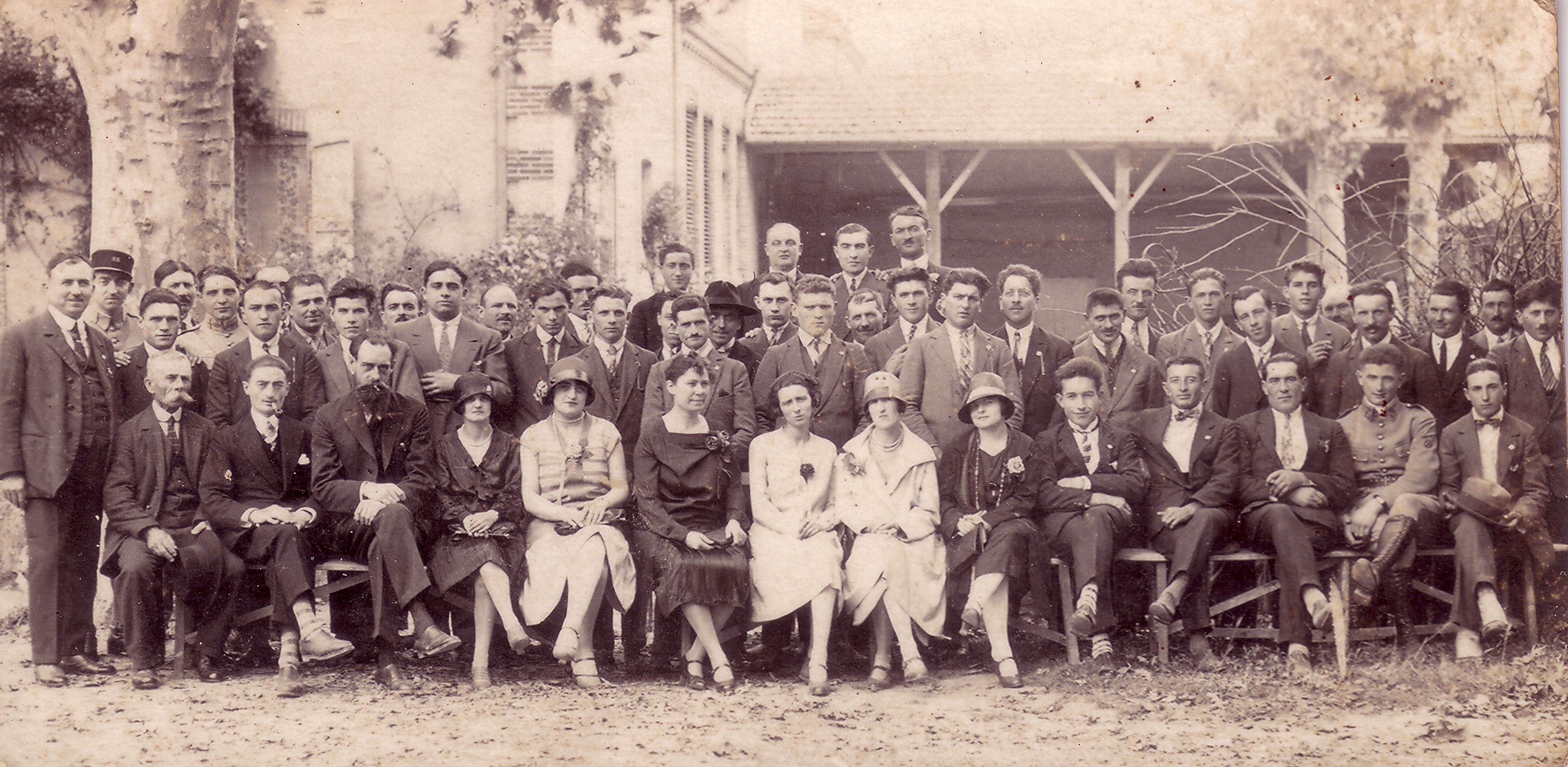
Banquet de l'Avant-Garde de la Save (1920-1930).

La Clique de Saint-Laurent fut également créée par la jeunesse locale pour accompagner l'équipe de football et les soirées de la fête locale dans les années 1920-1930.

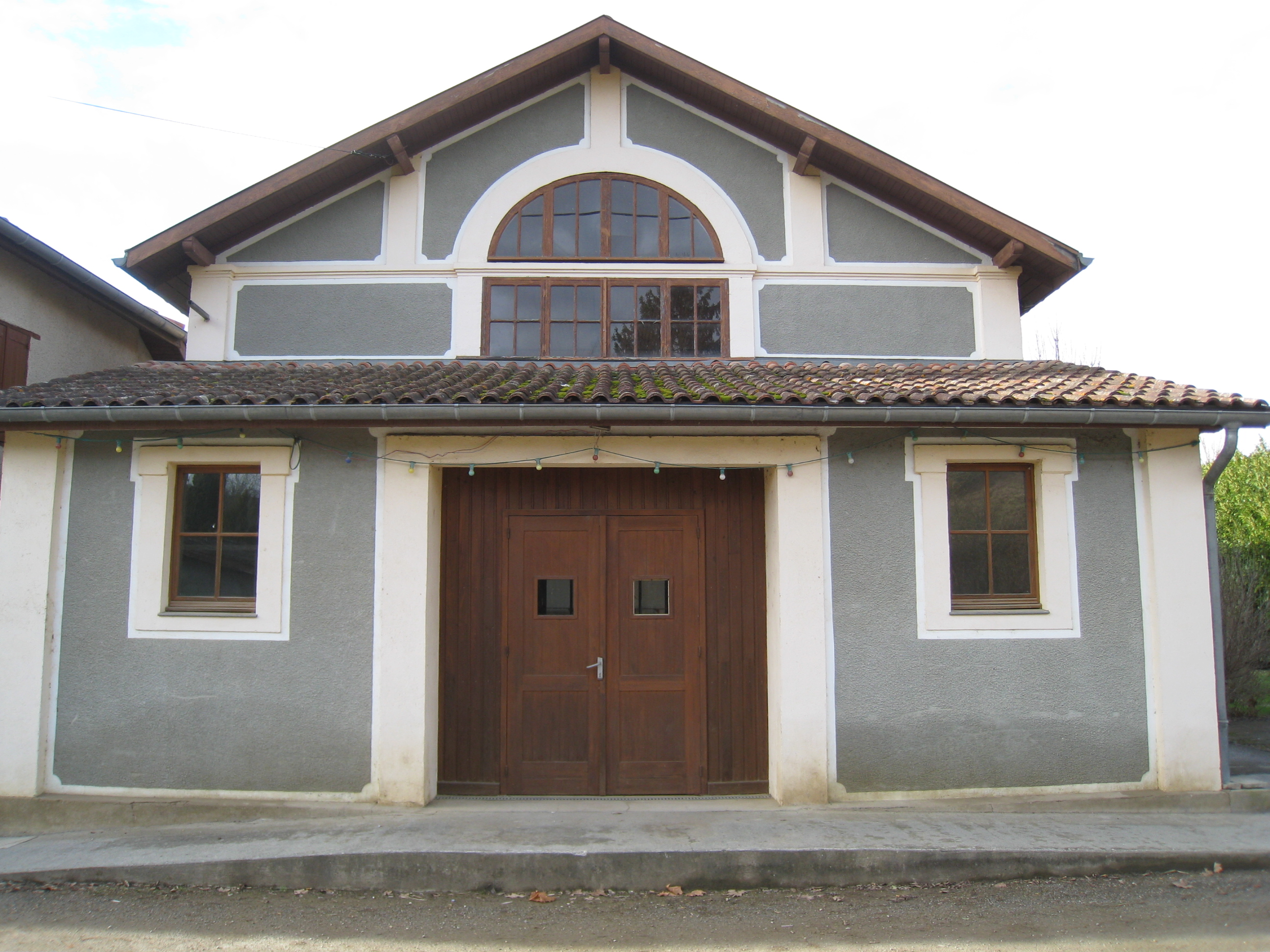
La salle des Fêtes.

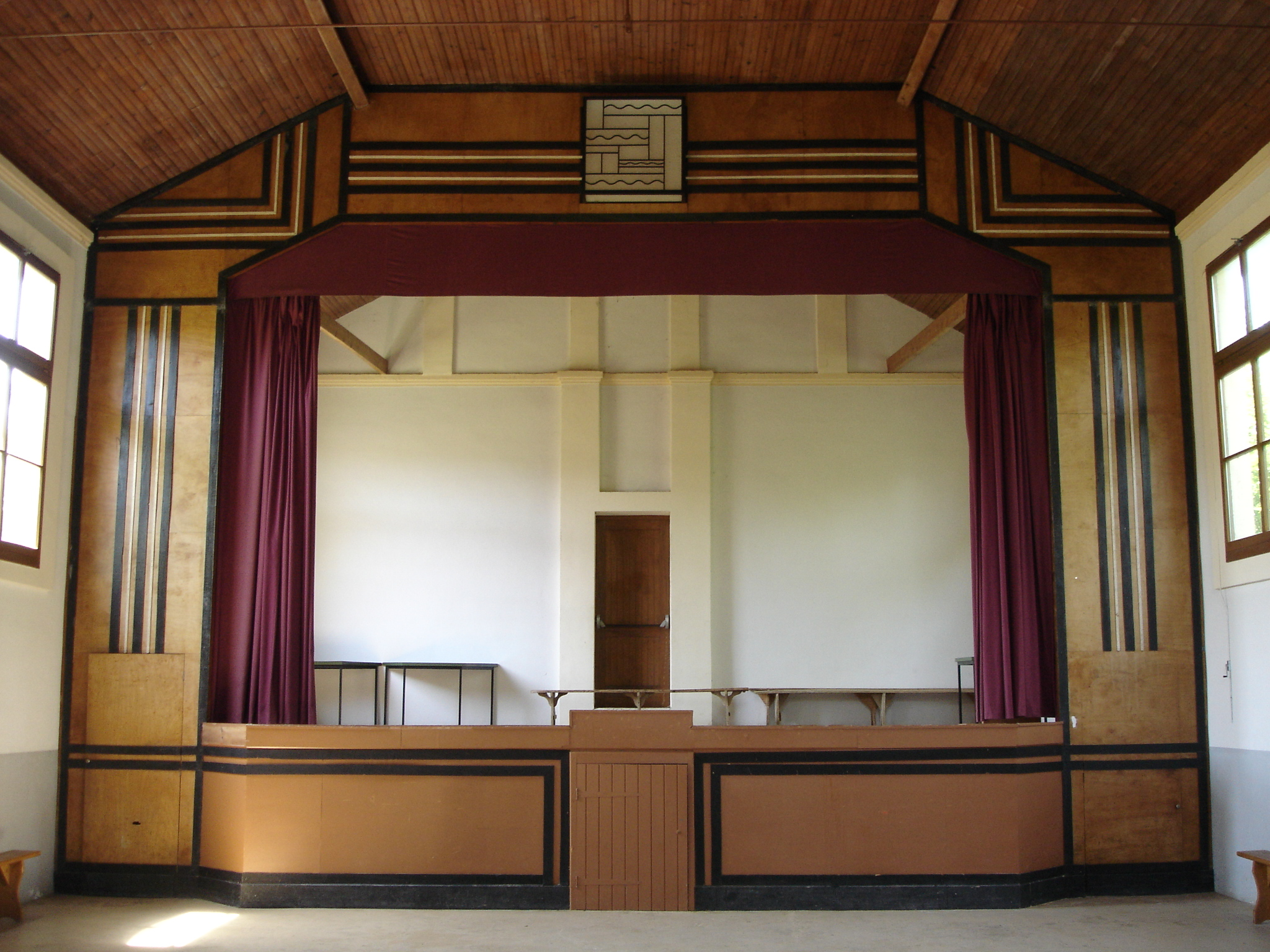
La scène de la salle des Fêtes.

Dans les années 1920, le village voit également la naissance d'une petite troupe théâtrale, qui sous la direction de l'instituteur du village, se produit à de nombreuses reprises dans le canton et dans le Comminges. Devant ce succès, le conseil municipal de l'époque décide la création d'une salle de spectacle qui sera inaugurée le 30 juillet 1933. Cette salle, qui est aujourd'hui appelée Salle des Fêtes, a été rénovée dans les années 1990 grâce au concours d'une architecte du village.

### Personnalités liées à la commune
- René Gaston-Lagorre (1913-2004), artiste-peintre français ayant réalisé les peintures de l'église entre 1938 et 1942.